# Història de la República Popular de la Xina
|  | Si cerqueu altres usos, vegeu Història de la República de la Xina a Taiwan. |

Bandera de la República Popular de la Xina.

La República Popular de la Xina (xinès simplificat: 中华人民共和国, xinès tradicional: 中華人民共和國, pinyin: Zhōnghuá Rénmín Gònghéguó) és la república que actualment exerceix la sobirania sobre la Xina continental i els territoris de Hong Kong i Macau. La República Popular va ser proclamada en 1949, quan les forces del Partit Comunista de la Xina, sota el lideratge de Mao Tse Tung, es van imposar a l'exèrcit de la República de la Xina, l'antic règim xinès, que des de llavors s'ha mantingut a l'illa de Taiwan que estava sota el govern de la República de la Xina des de 1949. El líder suprem han estat Mao Zedong (1949-1976), Deng Xiaoping (1978-1989), Jiang Zemin (1989-2002), Hu Jintao (2002-2012) i Xi Jinping (2012 fins a l'actualitat), mentre que Hua Guofeng va actuar breument com el líder del país durant un període de transició (1976-1978).
La història de la República Popular de la Xina pot dividir-se en dues etapes clarament diferenciades. La primera va estar dominada per la figura de Mao Tse Tung, que va defensar una visió revolucionària del comunisme en la qual tots els aspectes de la societat, la cultura, l'economia i la política havien d'estar al servei de la causa ideològica. Les polítiques radicals de Mao van portar a moments de crisis en els quals altres dirigents del Partit qüestionarien la seva autoritat, intentant apartar a Mao de les labors de govern, moments en els quals Mao va reaccionar llançant intenses campanyes de reafirmació ideològica. Entre aquestes campanyes mereixen especial esment el Gran Salt Endavant i la Revolució Cultural, els efectes de la qual sobre la societat xinesa es deixarien sentir durant molt temps. Després de la mort de Mao en 1976, el seu successor Hua Guofeng acabarà cedint el poder a Deng Xiaoping, líder pragmàtic que posarà fi a les polítiques revolucionàries i, mantenint el caràcter centralista i autoritari de l'Estat, engegarà una sèrie de reformes que iniciarien un procés d'intens creixement econòmic.
A finals dels anys 1980, la creixent llibertat d'expressió va fer que comencessin a sorgir veus crítiques amb el règim, que culminarien en les protestes massives de 1989. El 4 de juny d'aquest any, les protestes de la Plaça de Tian'anmen a Pequín van ser sufocades mitjançant la intervenció de l'Exèrcit. Els incidents de 1989, en els quals van perdre la vida centenars de persones, van provocar a un canvi en la cúpula de poder de la República Popular. Deng Xiaoping va apartar als dirigents reformistes com el secretari general del Partit Zhao Ziyang i va afavorir al primer ministre Li Peng i, molt especialment, al llavors alcalde de Shanghai Jiang Zemin, que es convertiria en el seu successor. Després de dos anys d'incertesa i d'aïllament internacional, Deng Xiaoping va prendre una de les decisions més importants en la història recent de la Xina en intensificar el procés de reformes econòmiques. Així, l'Estat dominat pel Partit Comunista va passar durant els anys 1990 a adoptar polítiques econòmiques capitalistes combinades amb un fort autoritarisme polític. Aquest model de desenvolupament seria continuat per Jiang Zemin i pel successor d'aquest, Hu Jintao i l'actual president de la República Popular de la Xina, Xi Jinping.

## L'era de Mao Zedong (1949-1976)

### Proclamació de la República Popular
L'1 d'octubre de 1949, en les acaballes de la Guerra Civil Xinesa, quan els nacionalistes del Kuomintang ja només controlaven algunes ciutats en el sud, el líder del Partit Comunista de la Xina Mao Tse Tung proclama la República Popular de la Xina des de la porta de Tian'anmen de la Ciutat Prohibida de Pequín. Al desembre d'aquest any, el líder nacionalista Chiang Kai-shek va abandonar Chengdu, l'última ciutat del continent en poder dels nacionalistes, que es refugiarien a l'illa de Taiwan.
L'arribada al poder dels comunistes va posar fi a dècades de guerres i conflictes. El nou Govern de la República Popular va haver d'assumir una costosa i difícil tasca de reconstrucció nacional.
L'estructura del nou Estat havia estat decidida durant la Conferència Consultiva Política Popular convocada per Mao el 12 de setembre d'aquell any. A més de la llei orgànica que establia els poders de l'Estat, durant la conferència es va redactar un Programa Comú, que enumerava una sèrie d'objectius immediats, i es va decidir l'adopció de la nova bandera del país, vermella amb un gran estel groc en representació del Partit Comunista, entorn de la qual se situen altres quatre estels més petites, que simbolitzen la unió de les quatre classes socials: els camperols, els treballadors, la petita burgesia i la gran burgesia urbana.
El nou Estat quedava sota el control total del Partit Comunista a través de les seves organitzacions regionals, coordinades per un Comitè Central que en aquell moment comptava amb 44 membres. D'aquests, catorze membres formaven el Buró Polític, encapçalat pels cinc membres del Comitè Permanent, en els qui requeia la màxima responsabilitat de poder. Els cinc membres inicials del Comitè Permanent, els autèntics homes forts del nou règim, van ser Mao Zedong, Liu Shaoqi, Zhou Enlai, Zhu De i Chen Yun.
L'estabilitat del nou règim es basava en la seva potència militar. Les forces armades del nou Estat, l'Exèrcit Popular d'Alliberament, garantien la supremacia del Partit. El territori xinès va quedar dividit en sis regions militars des de les quals alguns dels dirigents més influents del Partit, com Gao Gang o Peng Dehuai, controlaven la política regional.
Una de les principals prioritats del nou Govern seria la reconstrucció econòmica. Per a això, la Xina va buscar la col·laboració de la Unió Soviètica, l'únic aliat poderós amb el qual podia explicar. Mao Tse Tung va visitar Moscou al desembre de 1949, on es va entrevistar amb el líder soviètic Stalin. La Unió Soviètica va oferir a la Xina diversos programes de cooperació econòmica i tecnològica, així com préstecs, per afrontar la industrialització del país.
Una de les principals polítiques escomeses des d'un principi va ser la reforma agrària, que va suposar la redistribució de terres confiscades als majors terratinents. També es van escometre reformes socials, com la nova llei del matrimoni, que donava majors drets a les dones. Així mateix, es van dur a terme plans d'erradicació de la prostitució i de l'addicció a l'opi.
Al costat de les reformes socials i econòmiques, l'altra prioritat nacional per als comunistes era el restabliment de la integritat territorial xinesa. L'illa de Hainan va ser ocupada per l'Exèrcit Popular d'Alliberament a l'abril de 1950, mentre que el Tibet, independent de facto des de la caiguda de la dinastia Qing, va ser ocupat a l'octubre de 1950.
No obstant això, Mao Tse Tung hauria de cedir davant les pressions de Stalin per reconèixer la independència de la República Popular de Mongòlia, coneguda a la Xina com a Mongòlia Exterior, i que havia estat part de l'imperi Qing, l'última dinastia xinesa. Amb el reconeixement de la independència de Mongòlia, l'únic territori reivindicat per la República Popular que quedava fora del control d'aquesta era l'illa de Taiwan, refugi del Govern nacionalista de Chiang Kai-shek. Mao Tse Tung confiava a poder envair l'illa abans del final de 1950. Els plans d'invasió serien no obstant això, frustrats, per la Guerra de Corea.
En 1949, el Partit Comunista impulsa una política d'alfabetització (només el 20% de la població podia llegir en 1949, comparat amb el 80% trenta anys després).

### La Guerra de Corea

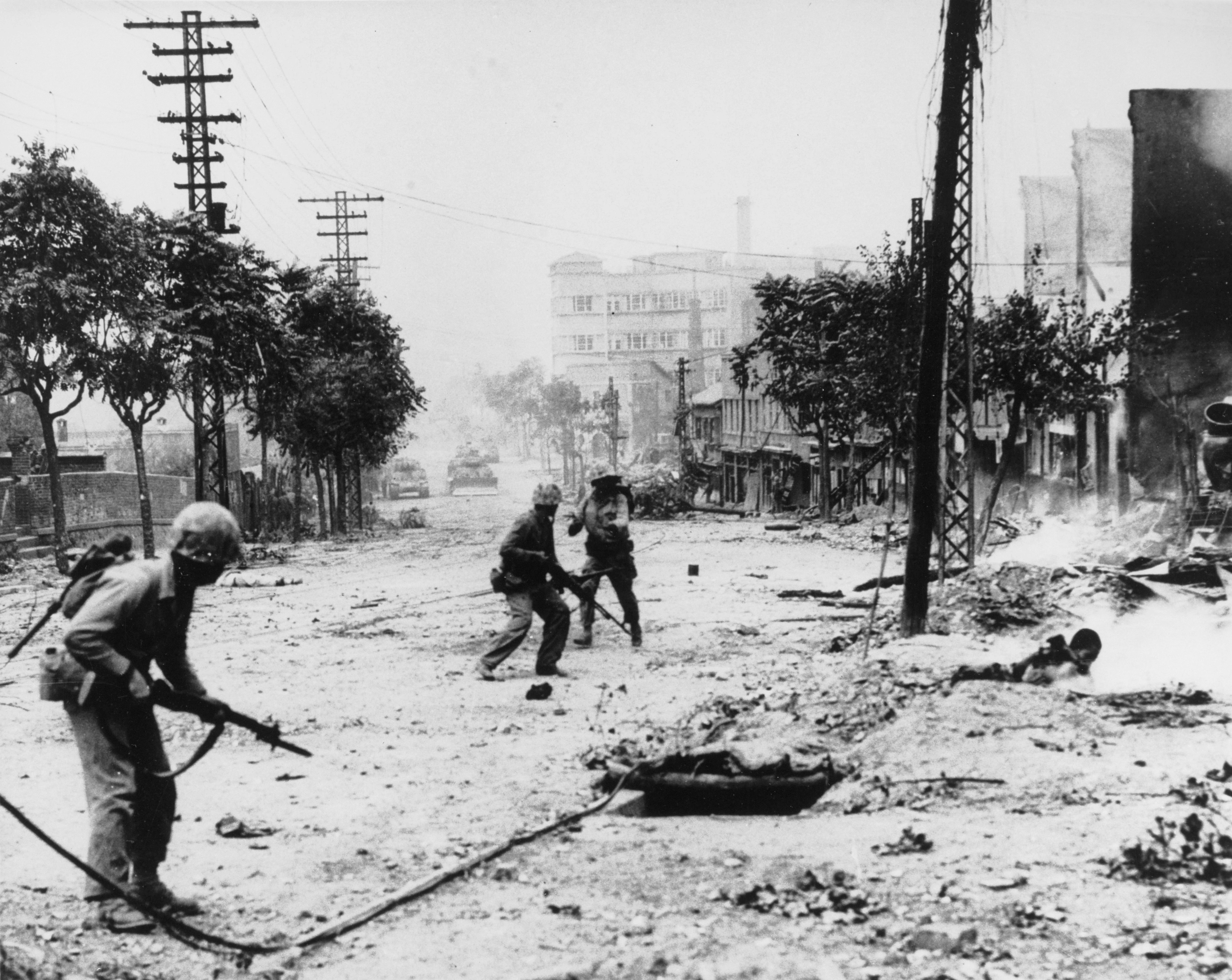
Marines estatunidencs combatent a Seül (set. 1950).

El 25 de juny de 1950, les tropes nord-coreanes creuaven el paral·lel 38 i envaïen Corea del Sud. Les Nacions Unides van aprovar una resolució per la qual s'autoritzava l'enviament d'una força multinacional per repel·lir la invasió nord-coreana. Paradoxalment, aquesta resolució va poder aprovar-se gràcies al boicot soviètic a les Nacions Unides, motivat precisament per la presència de la República de la Xina (Taiwan) en aquest organisme.
Sota la bandera de les Nacions Unides, una força multinacional de nombrosos països, amb majoria de tropes dels Estats Units, va intervenir en la Guerra de Corea en suport del règim del sud. El President dels Estats Units Harry Truman, inquiet davant la possibilitat d'una expansió comunista a l'Àsia oriental, va ordenar a la Setena Flota de la marina que se situés en l'estret de Taiwan per impedir la temuda invasió de l'Exèrcit Popular d'Alliberament. La presència nord-americana en l'estret feia inviables els plans d'invasió del Govern de Pequín.
Encara que la República Popular de la Xina es va mantenir neutral al principi de la guerra, l'entrada de la força multinacional a Corea del Nord va portar a Mao, encoratjat per Peng Dehuai i Gao Gang, a ordenar la intervenció xinesa en suport del règim nord-coreà. L'entrada en el conflicte de l'Exèrcit Popular d'Alliberament, comandat per Peng Dehuai, va repel·lir l'avanç de les forces liderades pels Estats Units.
La guerra finalitzaria amb la treva signada al juliol de 1953. La situació tornava a ser pràcticament idèntica a l'anterior al començament del conflicte, i Xina aconseguia així salvar al règim nord-coreà. El preu en vides humanes va ser altíssim per a la Xina. Encara que no es coneixen les xifres exactes, s'estima que prop d'un milió de soldats xinesos (oficialment "voluntaris") van perdre la vida a Corea, entre ells el propi fill major de Mao Zedong, Mao Anying.
La Guerra de Corea marcaria el desenvolupament posterior del nou règim xinès. D'una banda, la presència nord-americana en l'estret de Taiwan confirmava la separació política entre la Xina continental i Taiwan. A més, la República Popular es distanciava dels Estats Units i els països occidentals, al mateix temps que es reforçava la relació amb la Unió Soviètica. La mobilització bèl·lica va servir també per impulsar l'esperit revolucionari característic de la ideologia maoista, que tindria la seva expressió en les freqüents campanyes massives de mobilització social. Aquestes campanyes recorrien a cartells propagandístics i lemes senzills per inculcar en la població l'esperit de sacrifici necessari per aconseguir els objectius polítics fixats pel règim. Així, al moviment de suport a la guerra a Corea se li va cridar la campanya de "Resistir als Estats Units i ajudar a Corea". Durant la mateixa, a més del suport militar al règim de Corea del Nord, es va perseguir a nombrosos ciutadans estrangers instal·lats a la Xina, acusats en general d'espionatge. Aquesta persecució d'estrangers, en particular occidentals, que abandonarien el país, seria una manifestació més de l'aïllacionisme internacional del nou règim.

### Transformació al socialisme

#### Les campanyes de masses
Durant la Guerra de Corea, tindrien lloc altres tres campanyes de masses. Per 1953, la "reforma agrària xinesa" s'havia completat, però un total d'almenys un milió de propietaris havien estat assassinats. La reforma no es va realitzar de manera pacífica, com ho va encoratjar Mao Zedong. Al mateix temps, en 1951, es llança la "Campanya per suprimir contrarrevolucionaris", en la qual es perseguiria a petits empresaris i propietaris de terres acusats de no col·laborar amb el Partit Comunista. A la fi d'aquest mateix any, una altra campanya de masses, el Moviment dels Tres Anti (anticorrupció, antidespilfarrament i antiburocràcia), orientada als quadres del Partit, s'estenia a tot el país, després d'haver estat llançada en Manxúria sota la supervisió de Gao Gang, el dirigent militar de la regió. Aquesta campanya es va veure complementada pel Moviment dels Cinc Anti, dirigida a la burgesia urbana, que pretenia erradicar els suborns, l'evasió fiscal, el robatori de la propietat estatal, l'incompliment de contractes i la revelació de secrets econòmics de l'Estat. En 1955, va llançar el "Moviment Sufan", dirigit als contrarrevolucionaris, com els intel·lectuals no comunistes.
Com a resultat d'aquestes campanyes, el Partit Comunista estendria el seu control sobre els mitjans productius i, de manera molt més significativa, sobre la pròpia població, que havia vist la contundència de les accions contra aquells que eren qualificats d'enemics del poble. Aquests mètodes de propaganda i adoctrinament ideològic tornarien a ser utilitzats en altres campanyes.

#### El Primer Pla Quinquennal

Mao Zedong a la 1a Assemblea Popular Nacional de la Xina per la primera Constitució de la República Popular de la Xina (1954).

Després del final de la Guerra de Corea, la col·laboració amb la Unió Soviètica es va veure molt reforçada, i els dirigents de la República Popular de la Xina van decidir apostar pel model soviètic de desenvolupament. Aquest model es basava en l'economia planificada, centrada en la indústria pesant i en la producció agrícola. Com en la Unió Soviètica, es va decidir aplicar un pla quinquennal que establia objectius de creixement en la producció agrícola i industrial per als cinc anys següents. Encara que el període abastat pel pla comprenia els anys entre 1953 i 1957, la inexperiència i la falta de coneixements tècnics dels alts càrrecs de govern xinesos i dels quadres del Partit retardarien l'inici del mateix fins a febrer de 1955.
Malgrat totes les dificultats, la col·laboració soviètica i l'estabilitat política van permetre a la Xina aconseguir un alt creixement econòmic durant aquests anys. Això no va detenir, no obstant això, les convulsions polítiques pròpies de l'època maoista, que se succeirien sense pausa durant aquest període. Així, en 1954, es produïa la primera purga en el si del propi Partit. Els fins llavors poderosos militars Gao Gang, responsable de la regió militar de Manxúria, i Rao Shushi, primer secretari del Partit a la regió de la Xina Oriental, eren apartats dels seus càrrecs després d'haver criticat les polítiques de Zhou Enlai i Liu Shaoqi, els qui portaven el dia a dia de les tasques de govern. Aquesta primera lluita pel poder acabaria amb el suïcidi de Gao Gang i l'empresonament de Rao Shushi. A més, la crisi feia veure com els amplis poders dels dirigents de les regions militars, com Gao i Rao, podien suposar una amenaça per a l'autoritat del poder central. Per això, amb la finalitat de reforçar l'autoritat central, aquest mateix any s'abolien les sis regions militars, i es reestructurava la divisió administrativa del país. Sota el comandament del poder central, Xina quedava dividida en 22 províncies (23 amb Taiwan), cinc regions autònomes vinculades a minories ètniques, i dues municipalitats, Pequín i Shanghai, administrades directament pel Govern central, divisió que s'ha mantingut fins a l'actualitat amb lleugeres variacions (l'illa de Hainan, llavors parteix de Cantó, és actualment una província, i Tianjin i Xongqing, llavors a Hebei i Sichuan respectivament, són ara municipalitats sota administració directa del Govern central).
Durant el Primer Pla Quinquennal, es va introduir també el sistema de cooperatives al món rural, mitjançant el qual extensions de cultius fins llavors dividides en petites parcel·les privades passaven a estar agrupades per compartir recursos. Les cooperatives van tenir també un èxit significatiu. No obstant això, el sistema despertaria la inquietud del Govern central, ja que permetia als camperols mantenir la propietat privada de les seves parcel·les i fins i tot disposar d'una petita part de la producció. El recel davant la difusió de pràctiques capitalistes que, d'acord amb la ideologia oficial, havien de ser erradicades, donaria lloc a formes molt més radicals de col·lectivització agrària en els anys següents.
En 1956, durant el XX Congrés del Partit Comunista de la Unió Soviètica a Moscou, al que van assistir el secretari general del partit Deng Xiaoping i el membre del Comitè Permanent del Buró Polític Zhu De, el nou líder soviètic Nikita Khrusxov va atacar les polítiques del ja mort Stalin i va anunciar la introducció de canvis en la manera de governar la Unió Soviètica. Els atacs a la memòria de Stalin i el canvi de rumb anunciat en la política soviètica van sembrar el desconcert entre els dirigents comunistes xinesos, que es debatien en dubtes respecte al camí que havia de seguir el règim xinès.

#### Moviment anti-dretà
Després de set anys de règim comunista, començaven a produir-se desavinences entre els dirigents del Partit i, de manera discreta, es començaven a sentir veus discordants amb la línia d'actuació del Partit Comunista. El primer ministre Zhou Enlai es va mostrar partidari de permetre una major llibertat d'expressió als intel·lectuals perquè es poguessin formular crítiques constructives a la gestió del Partit, les quals permetrien conèixer millor les inquietuds i els desitjos del conjunt de la societat.
Seria el propi Mao Zedong el que impulsaria un breu període de major llibertat d'expressió que es va conèixer amb el nom de Moviment de les Cent Flors. El 2 de maig de 1956, en un discurs privat davant militants del partit, Mao va citar el famós poema "que cent flors floreixin; que cent escoles de pensament pugnin entre si" (百花齐放，百家争鸣 / 百花齊放，百家爭鳴 / bài huā qífàng, bǎi jiā zhēngmíng), que donaria nom al moviment. D'aquesta manera, Mao convidava als intel·lectuals del país al fet que expressessin lliurement les seves opinions. Encara que alguns historiadors, especialment a Occident, han volgut veure una intenció maliciosa en el moviment, que hauria estat una maniobra per desemmascarar a els qui tenien opinions crítiques, el més probable és que la intenció fos efectivament aprofitar les crítiques constructives dels intel·lectuals per adaptar l'estratègia de govern a les necessitats de la societat.
No obstant això, el Moviment de les Cent Flors seria molt breu. En contra del que esperaven Mao i els altres dirigents del Partit, confiats que l'estabilitat i els assoliments econòmics i socials en els primers anys del règim feien a aquest realment popular, les crítiques van ser pujant de to i es van arribar fins i tot a pronunciar declaracions obertament anticomunistes. Veient que la situació havia desembocat en crítiques al Partit i fins i tot a la seva persona, Mao va donar un gir de política i va llançar el moviment anti-dretà, una de les més violentes campanyes maoistes, durant la qual nombrosos crítics del règim, que s'havien atrevit a criticar al partit i a Mao, van ser torturats i executats. D'aquesta forma tràgica, acabava el curt experiment amb la llibertat d'expressió i s'enduria la censura i el control de la informació.
En l'àmbit de la política cultural, en 1956 un comitè format per estudiar la reforma de l'escriptura xinesa publicava la primera llista de caràcters simplificats i introduïa el sistema de romanització hanyu pinyin, que alguns pretenien que arribés a suplantar als caràcters xinesos com a sistema d'escriptura convencional del xinès. La intenció d'aquestes reformes era facilitar l'alfabetització de la població.
Al costat d'aquests profunds canvis socials i culturals que vivia el país en els anys 1950, l'economia continuava creixent. L'èxit del Primer Pla Quinquennal va portar al Govern a dissenyar un segon pla quinquennal molt més ambiciós per al període comprès entre els anys 1958 i 1962. No obstant això, Mao Zedong pensava que es podia anar encara més lluny en els objectius, i va fer una crida a la mobilització total de la població amb la finalitat d'augmentar la producció industrial. Aquesta nova campanya, coneguda com el Gran Salt Endavant, seria el major fracàs econòmic de l'època maoista.

### El Gran Salt Endavant i seqüeles

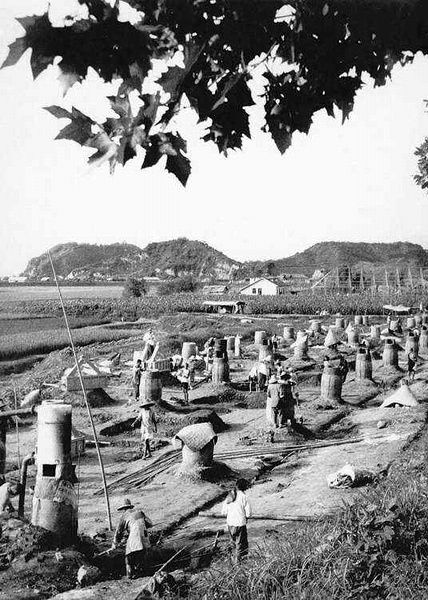
Producció d'acer durant el Gran Salt Endavant.

Malgrat el destacat creixement econòmic assolit durant el transcurs del Primer Pla Quinquennal, en 1957 es començaven a percebre problemes en el model soviètic de desenvolupament. D'una banda, les fortes inversions en tecnologia per desenvolupar la indústria pesant havien requerit quantiosos préstecs de la Unió Soviètica que Xina havia de retornar amb interessos. Això suposava un endeutament creixent per a les arques de l'Estat, al servei de la Unió Soviètica, que proporcionava assistència tècnica en forma de maquinària i d'experts tècnics establerts a la Xina a un preu que els dirigents xinesos consideraven massa alt. En aquest sentit, les difícils relacions entre el comunisme xinès i el soviètic començaven ja a mostrar fissures cada vegada majors, que culminarien anys més tard en un conflicte obert.
A més, l'augment de la producció industrial s'havia aconseguit també gràcies a la reconversió de molts camperols com a obrers a les noves fàbriques. La consegüent disminució de la població dedicada a l'agricultura amenaçava amb provocar un descens de la producció agrícola. La República Popular s'enfrontava així a nombrosos reptes. No resultava fàcil trobar una solució que permetés seguir impulsant el desenvolupament industrial alhora que s'assegurava el subministrament d'aliments per a la població.
Mao pensava que la solució a aquests problemes es trobava en l'esperit revolucionari, que feia possible que les masses conjuminessin esforços al servei dels objectius marcats pel Partit. En aquesta visió de Mao es reflectia una vegada més la seva ideologia personal, que defensava la "revolució contínua" com a eina de progrés i de transformació social. Segons Mao, mai s'havia de permetre que flaquegés l'esperit revolucionari. Eren precisament els moments de debilitat o d'autocomplaença els que permetien que reapareguessin els fantasmes del capitalisme. Enfront de qualsevol desviació de l'ortodòxia ideològica, el Partit i les masses havien d'estar sempre alertes i mantenir les mobilitzacions i el fervor revolucionari que permetien posar el capital humà del país al servei del ben comú per avançar cap a l'ideal del comunisme.
Aquesta visió de les masses com a motor del desenvolupament va ser expressada per Mao en un document intern que va circular entre els líders del Partit Comunista a principis de 1958. En aquest document, Mao afirmava que després de les diverses revolucions socials i econòmiques que s'havien desenvolupat des de la fundació de la República Popular, arribava ara el torn d'una gran revolució tecnològica, en la qual l'esforç de la població havia de dedicar-se a l'increment de la producció agrícola i industrial. D'aquesta manera, Xina podria fins i tot superar les xifres de producció industrial del Regne Unit en uns quinze anys.
Així, durant l'any 1958 es va mobilitzar a la població xinesa per escometre els gegantescs reptes de desenvolupament industrial assenyalats per Mao. A aquesta nova campanya de masses, d'abast molt més ampli que les anteriors, la hi va cridar "el Gran Salt Endavant".
Atès que molts homes del mitjà rural van haver d'abandonar la feina de casa en el camp, el creixement de la producció agrícola havia de basar-se en un millor aprofitament dels recursos existents. La manera d'aconseguir això va ser la creació del sistema de "comuna populars", que van reemplaçar a les cooperatives creades uns anys abans. Les 740.000 cooperatives existents en el camp xinès es van convertir en tan sol 26.000 comunes, mitjançant la fusió de desenes de cooperatives. Un dels objectius de la creació de les comunes era la incorporació de la dona al treball intensiu en el camp, per reemplaçar als homes que havien estat enviats a treballar en fàbriques i en projectes d'infraestructures. Les comunes proporcionaven serveis de guarderia per cuidar als nens, així com enormes menjadors populars que alliberaven a les dones de les tasques domèstiques perquè es poguessin dedicar al treball en el camp.
El Gran Salt Endavant tindria així profunds efectes socials, en separar a nombroses famílies, alterant la manera de vida tradicional del mitjà rural.
Les conseqüències d'aquest ambiciós projecte van ser nefastes. Les expectatives de creixement irreals feien que els quadres del Partit haguessin de falsejar les xifres oficials per no perdre els seus llocs. A més, l'obstinació a augmentar la producció d'acer com a símbol del desenvolupament va portar a una absurda exigència que les pròpies famílies fonguessin els seus objectes i utensilis domèstics per produir més acer. L'acer produït era en molts casos d'ínfima qualitat i impossible d'utilitzar amb finalitats industrials. Tot això ocorria en el marc d'una absència de política econòmica que avalués quins eren realment les possibilitats d'utilitzar o de vendre aquest acer. Així, en contra dels principis més bàsics de l'economia, la producció s'havia convertit en una fi en si mateixa, dissociada de les necessitats del mercat. Al desastre econòmic en la política industrial es va unir el fracàs del projecte de les comunes per al món rural. L'enorme grandària de les comunes, en les quals no es permetia cap tipus d'explotació privada, diluïa les responsabilitats i eliminava la motivació dels homes i dones que quedaven en el camp. Als propis defectes del sistema es va sumar la mala fortuna dels desastres naturals, sequera i inundacions, que van afectar la Xina en aquell any.

Gran Fam de la Xina (1959-1961).

Encara que a la fi de 1958 ja alguns dirigents havien vist el fracàs del projecte i es van desmantellar moltes de les comunes, tornant-se en molts llocs al model anterior de cooperatives, el dany ja estava fet. La marxa enrere empresa pel govern no va poder evitar que la interrupció de les maneres de vida i de treball tradicionals en el camp es traduïssin en un descens de la producció agrícola entre 1958 i 1962, que va provocar una gran fam en nombrosos llocs de la Xina. Encara que hi ha moltes discrepàncies en els estudis, a causa de la poca fiabilitat de les dades de naixements i defuncions de l'època, se solen estimar en al voltant de 30 milions les morts degudes a la fam.
L'efecte del Gran Salt Endavant va ser el descontentament de la major part de dirigents del Partit amb les polítiques radicals de Mao. La cancel·lació del Gran Salt es va decidir en la reunió del Comitè Permanent del Buró polític celebrada a Wuhan al desembre de 1958. En aquella reunió, Mao va abandonar la prefectura de l'Estat, que va passar a Liu Shaoqi, nomenat President de la República Popular. Mao, no obstant això, conservava el seu lloc de President del Partit i, com a referent ideològic màxim, amb prou feines va ser objecte de crítiques.

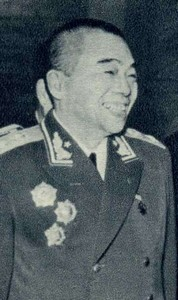
Peng Dehuai (1958)

Un dels pocs dirigents que es va atrevir a criticar a Mao va ser el ministre de defensa Peng Dehuai, l'heroi de la Guerra de Corea, qui, emparat en la seva enorme influència i prestigi, no va tenir cap objecció a atacar obertament les polítiques de Mao. No obstant això, aquestes crítiques de Peng Dehuai a la gestió de Mao, formulades al juliol de 1959 en el transcurs d'una reunió de dirigents del Partit en Lushan, a la província de Jiangxi, van motivar una furiosa resposta de Mao, que va acusar Peng Dehuai d'oportunista i de servir als interessos de la Unió Soviètica. Peng Dehuai va ser destituït dels seus càrrecs i Mao, encara que apartat de la gestió del Govern, demostrava una vegada més la seva autoritat total en el si del Partit.
Les crítiques de Mao a Peng Dehuai com a esbirro dels interessos soviètics posaven al seu torn de relleu la deterioració de les relacions entre els dos països. El líder soviètic Khrusxov s'havia mostrat crític amb el Gran Salt Endavant i amb les operacions militars de la República Popular, que havia sotmès a bombardejos les illes de Matsu i Quemoy, controlades pel règim del Kuomintang a Taiwan. La tensió entre els dos grans règims comunistes no parava de créixer i desembocaria en un conflicte obert durant els anys 1960.
El final del Gran Salt Endavant seria un dels moments més difícils de la jove República Popular. En 1958, va esclatar el Incident de Xunhua, que va resultar en una massacre. A la fam i al creixent aïllament internacional se'ls van sumar altres conflictes en els quals es va veure involucrada, com la guerra fronterera amb Índia en 1959, en la qual els soviètics van recolzar a Índia, i la insurrecció armada en el Tibet (1959), que va fer intervenir a l'Exèrcit Popular d'Alliberament en una acció que provocaria nombrosos morts i la fugida a Índia del Dalai-lama, líder espiritual tibetà. D'altra banda, Mao va llançar el programa "Dues bombes, un satèl·lit" en 1958. Amb l'ajuda de la Unió Soviètica i nombrosos científics capdavanters que van tornar a la Xina continental des de l'estranger (inclosos Qian Xuesen, Deng Jiaxian i Qian Sanqiang), la primera bomba atòmica, míssil nuclear, bomba d'hidrogen i satèl·lit artificial de la Xina es van desenvolupar amb èxit en 1970. No obstant això, el programa s'havia vist seriosament afectat pel Gran Salt Endavant i la Revolució Cultural.
Enfront de tots aquests problemes, els homes que portaven les regnes de la política de l'Estat, especialment Liu Shaoqi i Deng Xiaoping, intentaven reactivar el creixement econòmic. Això va ser particularment cert després de la "Conferència dels 7.000 quadres" a principis de 1962. En 1963, Mao va llançar el "Moviment d'Educació Socialista". Mao Zedong, no obstant això, no semblava content amb el paper marginal al que havia estat relegat i, recolzat en el seu fidel seguidor Lin Biao, va llançar una nova campanya de mobilització ideològica amb la finalitat de recuperar el poder: La Gran Revolució Cultural Proletària.

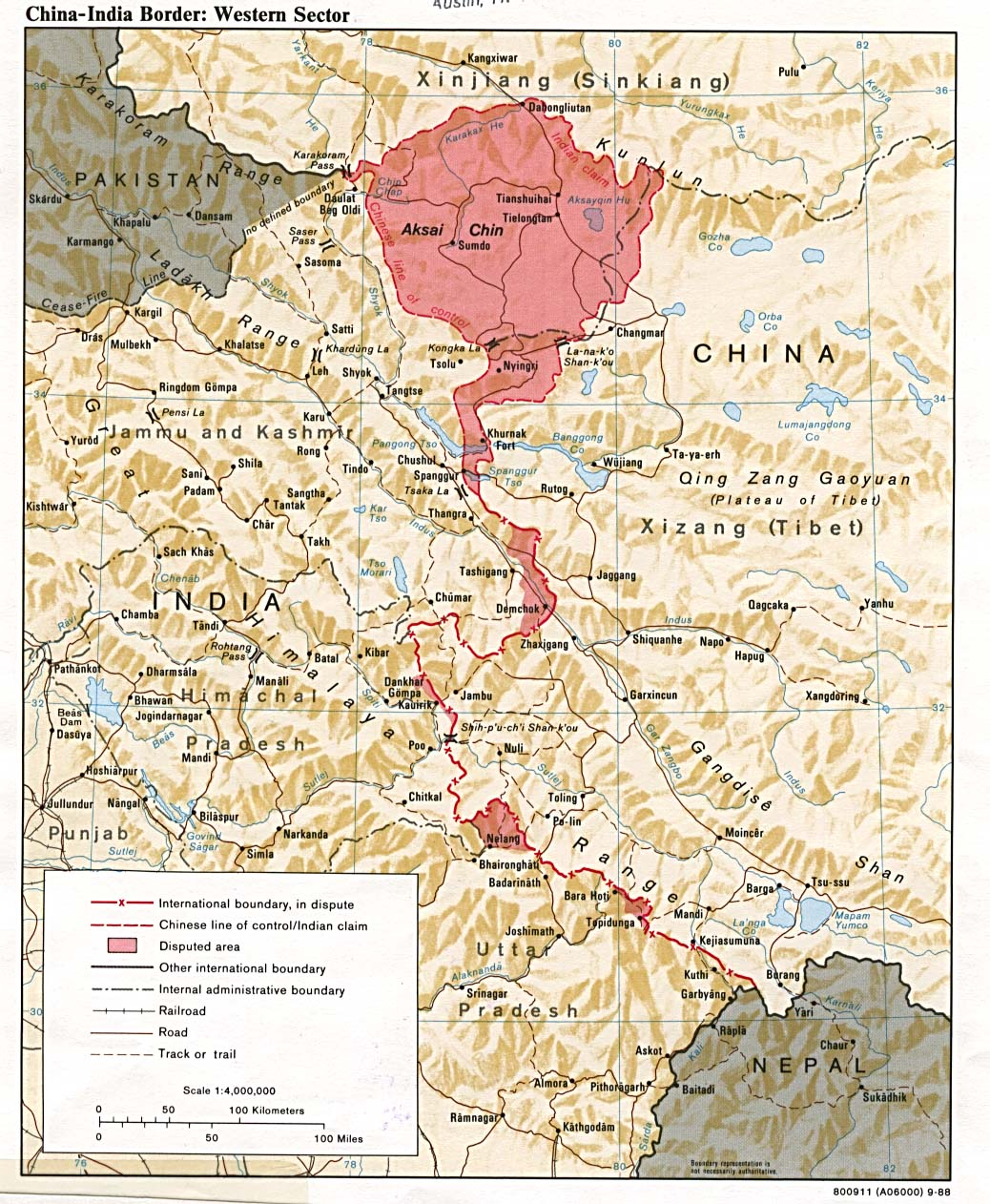
Frontera occidental de la Xina i Índia mostrant Aksai Chin

El descobriment d'una carretera construïda per la Xina a Aksai Chin que uneix les províncies del Tibet i Xinjiang, passant pel poble de Tianshuihai, el major del territori reclamat per Índia, amb 1.600 habitants fou una de les principals raons de la guerra sino-índia de 1962 que va tenir lloc a la frontera de l'Índia amb la Xina a l'est de Bhutan i a Aksai Chin, a l'oest del Nepal, però l'Índia va ser derrotada i des d'aleshores Jawaharlal Nehru realitzà una política de bons veïnats.

### La Revolució Cultural

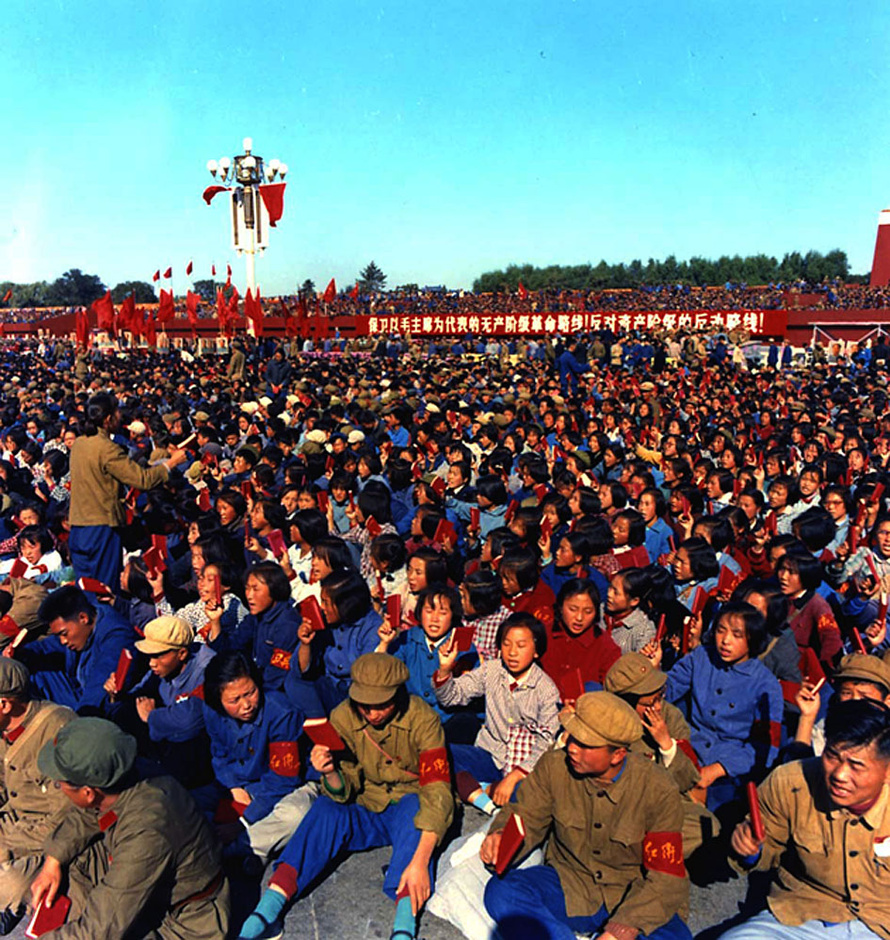
Guàrdies roigs en 1966

Després del fracàs del Gran Salt Endavant, eren Liu Shaoqi i Deng Xiaoping els qui s'ocupaven del dia a dia de les tasques de Govern, mentre que Mao, apartat del poder polític, havia assumit un paper de mer referent ideològic. No obstant això, Mao no semblava haver acceptat de bon grat el seu pas a una posició simbòlica, i ambicionava reprendre el poder polític. Aquest desig de recuperar un paper central al govern del país arribaria a fer-se realitat gràcies sobretot al suport de dos grups de dirigents amb ambicions pròpies. D'una banda es trobava l'Exèrcit Popular d'Alliberament, que després de la destitució de Peng Dehuai havia passat a estar dirigit pel militar Lin Biao, lleial seguidor de Mao. D'altra banda, la pròpia esposa de Mao Jiang Qing, que havia estat actriu de renom en la seva joventut, exercia una gran influència sobre la vida cultural de la República Popular, i comptava amb aliats en els cercles artístics i periodístics.
Les activitats de Lin Biao i de Jiang Qing serien decisives per aconseguir la tornada al poder absolut de Mao en el marc d'una intensa campanya de masses que va rebre el nom de Gran Revolució Cultural Proletària. La gestació d'aquesta campanya té el seu origen en el culte a la personalitat entorn de la figura de Mao Zedong, promogut de manera fonamental per Lin Biao. El propi Lin s'encarregaria de recopilar els discursos més importants de Mao en un llibre, les Cites del President Mao, que es convertiria en obra de referència i de lectura obligada per a la població en general i, molt especialment, per a l'Exèrcit. A més, l'any 1966 els col·laboradors de Jiang Qing en Shanghai començaven una sèrie de crítiques a membres del Partit lleials a Liu Shaoqi i Deng Xiaoping. Aquestes crítiques acabarien soscavant la base de suports d'aquests fins a forçar la seva sortida del poder.
La victòria dels maoistes en aquesta lluita pel poder va estar acompanyada per una intensa activitat de reafirmació ideològica en la qual es va acusar nombrosos dirigents del Partit d'activitats contrarrevolucionarias i de tendències procapitalistas o prosoviéticas. Les purgues en el poder van portar a la marginació d'uns tres milions de membres del Partit Comunista, destruint l'entramat organitzatiu del Partit i de l'Estat. Al costat dels dirigents afins a la línia de Liu Shaoqi, els intel·lectuals van ser també víctimes de les purgues de la Revolució Cultural, que van condemnar a l'ostracisme a la major part dels escriptors i artistes. Aquestes purgues serien dutes a terme per comitès revolucionaris repartits per tot el país que van substituir a les estructures de poder convencionals del Partit, al costat dels guàrdies roigs, grups organitzats de joves al servei de la Revolució que s'encarregaven de vetllar per l'ortodòxia ideològica. Precisament els guàrdies roigs serien responsables dels pitjors excessos de la Revolució Cultural, en forma d'actes violents i de campanyes de destrucció de nombroses obres d'art antigues considerades vestigis de la societat feudal anterior a l'alliberament socialista. La situació de caos generada pels guàrdies roigs va ser molt més allà del que els dirigents del Partit, amb Mao al capdavant, havien arribat a preveure i, al gener de 1967, est va haver d'ordenar a l'Exèrcit que detingués els excessos dels guàrdies roigs. La intervenció de l'Exèrcit va permetre a Lin Biao prendre el control del Partit i convertir-se en el successor de Mao.
No obstant això, l'aparent victòria de Lin Biao seria molt breu. A pesar que l'IX Congrés del Partit va confirmar el lideratge absolut de Mao i la condició de successor de Lin, l'adulació extrema d'aquest últim va provocar el recel de Mao, que veia en l'actitud de Lin un simple interès per prendre el poder. Encara que públicament tots dos eren reconeguts com els triumfadors de la Revolució Cultural, en l'àmbit privat Mao havia retirat ja la seva confiança a Lin Biao, i est arribaria a promoure dos cops d'estat. Després de ser descobert el segon intento colpista, Lin Biao va intentar fugir a Moscou en un avió que acabaria estavellant-se quan sobrevolava Mongòlia, segons la versió oficial, sobre la veracitat de la qual encara existeixen dubtes (vegeu en la bibliografia, Yao Mingle, 1983, i Uhalley i Jin, 1993).
Si ben l'IX Congrés havia declarat el final de la Revolució Cultural, Mao afirmava que la revolució havia de ser alguna cosa permanent, necessari per mantenir la puresa ideològica a resguard de desviacions capitalistes o revisionistes. De fet, la radicalització de la vida política xinesa i les lluites pel poder continuarien fins al cap de la mort de Mao. Així, la desaparició de Lin Biao va alimentar les ambicions de poder de la facció encapçalada per Jiang Qing, anys més tard coneguda com la Banda dels Quatre, que ocupava destacades posicions al Govern i en el Buró Polític. Mentrestant, la figura més important de l'aparell de l'Estat era el primer ministre Zhou Enlai, que en els últims anys de la seva vida dirigiria l'acostament de la República Popular de la Xina als països occidentals i, molt especialment, als Estats Units. D'aquesta manera, a principis dels anys 1970, al mateix temps que se succeïen els conflictes interns en la lluita per succeir a Mao, Xina posava fi a la seva política d'aïllament i iniciava una etapa de relacions diplomàtiques i econòmiques amb l'Occident capitalista.

### Relacions Exteriors

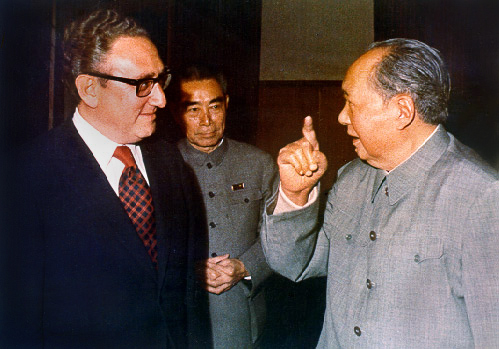
Henry Kissinger (esquerra) al costat de Mao Zedong (dreta) i Zhou Enlai (centre) a Pequín al juliol de 1971.

Mentre que la primera dècada de la República Popular hi havia estat marcada per l'estreta col·laboració amb la Unió Soviètica, la segona dècada es va caracteritzar per l'aïllament internacional del règim comunista xinès, enfrontat tant al bloc soviètic com als països occidentals, els quals, en la majoria dels casos, continuaven reconeixent al règim de Taiwan com a govern legítim de la Xina.
La deterioració de les relacions entre la República Popular i la Unió Soviètica es faria molt més intens després del fracàs del Gran Salt Endavant. En 1960, la Unió Soviètica retirava a tot el seu personal tècnic establert a la Xina, i cancel·lava els projectes de cooperació entre els dos països. A partir d'aquest moment, la República Popular es quedava encara més aïllada, sense suports a Occident ni tampoc en el bloc soviètic. Albània, el petit país europeu que havia abandonat el model soviètic, es convertia en el seu únic aliat. A l'enfrontament ideològic entre els dos règims comunistes caldria afegir durant tota la dècada dels anys 1960 les disputes territorials, que arribarien a desembocar en un incident armat a la frontera de Manxúria en 1969, quan tropes xineses van llançar un atac contra les tropes russes estacionades en l'illot de Zhenbao (Damanski en rus), en el riu Ussuri, el moment més crític de les relacions entre els dos països.
No obstant això, al llarg dels anys 1970, es va produir un acostament entre la República Popular de la Xina i el conjunt dels països occidentals i Japó (establiment de relacions diplomàtiques formals amb França (1964), Itàlia (1970), Regne Unit (1972), Japó (1972), Alemanya Occidental (1972) i Espanya (1973)). Les raons d'aquest acostament van ser principalment dos. D'una banda, la República Popular de la Xina havia dut a terme proves nuclears amb èxit en 1964, i el nou estatus de la Xina com a potència nuclear feia impossible la vella aspiració del Govern nacionalista de Chiang Kai-shek a Taiwan de reconquistar el continent xinès. Això va portar als països occidentals que encara no reconeixien a les autoritats de Pequín a iniciar contactes per entaular relacions diplomàtiques amb el règim comunista. D'altra banda, la intensitat de l'enfrontament entre Xina i la Unió Soviètica, que va arribar a amenaçar amb derivar en una guerra oberta entre tots dos, va fer que els països occidentals deixessin de veure a la Xina i a la Unió Soviètica com un únic bloc monolític. En el context de la Guerra Freda, Xina havia deixat de ser un enemic per a Occident, i tots dos compartien la visió de la Unió Soviètica com a adversari ideològic.

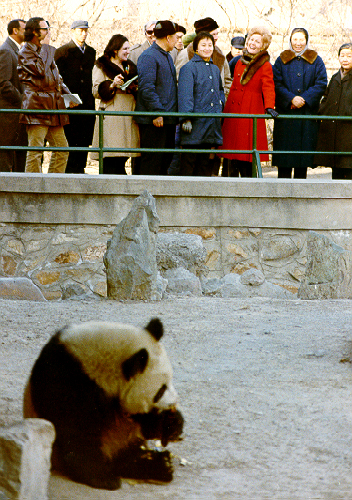
Pat Nixon, esposa de Richard Nixon, veient pandes en un zoològic xinès (1972).

A més, la República Popular de la Xina necessitava abandonar el seu aïllacionisme i, enfrontada al bloc soviètic, la millora de relacions amb Occident i fins i tot amb Japó es va convertir en una prioritat. El primer ministre Zhou Enlai seria el responsable fins a la seva mort en 1976 d'aquesta nova política exterior aperturista. Això ocorria al mateix temps que se succeïen les lluites pel poder en el si del Partit i de l'Estat.
Particularment complexa va ser la negociació entre la República Popular i Estats Units per a l'establiment de relacions diplomàtiques entre tots dos. Ja en els anys 1960, Estats Units havia assumit que, tard o d'hora, acabaria reconeixent al Govern de Pequín en detriment de les autoritats de Taiwan. En 1971, Estats Units va aixecar el seu veto a l'admissió de la República Popular com a membre de l'Organització de les Nacions Unides, la qual cosa va permetre l'entrada de la República Popular a l'organització, on va ocupar el seient corresponent a la Xina el 25 d'octubre d'aquest any, gràcies a la resolució 2758, que transferia el reconeixement com a Govern legítim de tota Xina a la República Popular. Fins a aquest dia, el seient de la Xina, així com la condició de membre permanent del Consell de Seguretat, havia correspost a la República de la Xina, el règim refugiat a Taiwan, que es va veure llavors obligat a abandonar l'organització. Aquest mateix any de 1971, l'assessor de seguretat nacional dels Estats Units Henry Kissinger viatjava en secret a Pequín, on es reunia amb Mao Zedong i Zhou Enlai per discutir el reconeixement diplomàtic nord-americà i la futura visita a Pequín del president Richard Nixon, esdeveniment històric que es produiria dos anys després, en 1973. Els problemes de política interior nord-americana, com el Watergate, i la dificultat de trobar una solució que permetés als Estats Units mantenir les seves relacions privilegiades amb Taiwan, retardaria l'establiment de relacions diplomàtiques entre els dos països fins l'1 de gener de 1979, sota la presidència de Jimmy Carter.

### Desastres
| Any       | Desastre                      | Ubicació | Nombre de morts | Descripcions |
| --------- | ----------------------------- | -------- | --------------- | --- |
| 1950      | Terratrèmol d'Assam           | Tibet    | 4.000           | I, més de 1.000 van morir a l'Índia. |
| 1954      | Inundacions del Iang-Tsé      | Iang-Tsé | 33.000          | |
| 1959-1961 | Gran fam xinesa               | Nacional | 15-55 milions   | Principalment causat pel Gran Salt Endavant. |
| 1966      | Terratrèmol de Xingtai        | Hebei    | 8.064           | 6,8 Mw. |
| 1970      | Terratrèmol de Tonghai        | Yunnan   | >10.000         | 7,1 Mw. |
| 1975      | Terratrèmol d'Haicheng        | Liaoning | 1.328           | 7,5 Ms. Alguns van dir que el nombre de morts va ser de 2.041. |
| 1975      | Col·lapse de la presa Banqiao | Henan    | 85.600-240.000  | 62 preses, inclosa la presa de Banqiao, van col·lapsar a causa del Tifó Nina de 1975; segons el govern xinès, el nombre de morts va ser de 26.000. El col·lapse de la presa de Banqiao va ser qualificat com el Núm. 1 en "Les 10 catàstrofes tecnològiques principals (The Ultimate 10 Technological Disasters)" del món per Discovery Channel al maig de 2005 (the Ultimate 10), superant el desastre nuclear de Txernòbil. La majoria de les preses que van col·lapsar en aquest desastre es van construir amb l'ajuda d'experts de la Unió Soviètica o durant el Gran Salt Endavant. |
| 1976      | Terratrèmol de Tangshan       | Hebei    | 242.769         | |

### Controvèrsies
En l'era de Mao, desenes de milions de persones van morir en diversos moviments polítics i en la gran fam xinesa, mentre que desenes de milions de persones van ser perseguides i van quedar paralitzades permanentment. Xina es va convertir en un país de unipartidisme després del Moviment anti-dretà en 1957, en el qual la democràcia i l'imperi de la llei van ser danyats i almenys 550.000 intel·lectuals i dissidents polítics van ser perseguits. Posteriorment, la Revolució Cultural va danyar severament l'estat de dret, així com la cultura tradicional xinesa i els valors morals; Les massacres van tenir lloc en tot el país, mentre que també es va produir el canibalisme massiu. L'educació superior es va detenir durant la Revolució Cultural, mentre que les investigacions científiques es van veure seriosament afectades, ja que molts científics van ser perseguits, assassinats o van cometre suïcidis. Mao i el Partit Comunista de la Xina (PCX) també van exportar la ideologia del socialisme i la revolució socialista a altres parts del món, especialment al sud-est asiàtic. Sota el suport de Mao i PCX, Pol Pot i Khmers rojos van dur a terme el genocidi cambodjà que va matar a 1,5-2 milions de persones en només tres anys.
D'altra banda, els partidaris de l'era maoista afirmen que sota Mao, la unitat i la sobirania de la Xina estaven assegurades per primera vegada en un segle, i que hi havia desenvolupament d'infraestructura, indústria, salut, educació (només el 20% de la població podia llegir en 1949, en comparació del 65,5% trenta anys després). Els partidaris sovint també dubten de les estadístiques donades sobre el nombre de víctimes mortals o altres danys causats per les campanyes de Mao, atribuint l'alt nombre de morts a desastres naturals, fam o altres conseqüències del caos polític durant el govern de Chiang Kai-shek.

## L'etapa de transició (1976-1978)

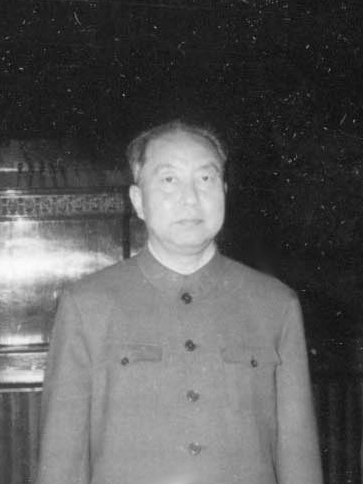
Hua Guofeng

La mort de Mao Zedong el 9 de setembre de 1976 marcava el final d'una època i obria una incerta lluita pel poder. Altres dos dels principals dirigents del Partit Comunista, Zhou Enlai i Zhu De, morien també en 1976. El traspàs de poder a una nova generació de líders vindria acompanyat d'intensos conflictes polítics i socials al llarg de tot l'any. La mort de Zhou Enlai, esdevinguda al gener, havia provocat actes de duel que culminarien en la protesta popular del 5 d'abril, coneguda com l'Incident de Tian'anmen de 1976. Amb motiu de la festivitat tradicional de Qingming, festa dels difunts, milers de persones s'havien estat congregant diàriament a la Plaça de Tian'anmen per retre homenatge al mort primer ministre, dedicant-li poemes i dipositant corones de flors al costat del Monument als Màrtirs de la Revolució, al centre de l'emblemàtica plaça pekinesa. El creixent nombre de ciutadans que participava en aquests actes de duel, que molts veien com una mostra de suport a Deng Xiaoping, portaria finalment a la policia a acordonar la plaça i retirar les corones. La intervenció policial provocaria una protesta massiva el 5 d'abril de 1976, quan unes cent mil persones es van manifestar a la plaça, corejant eslògans en record de Zhou i en suport de Deng Xiaoping, que seria de nou apartat del poder arran de l'incident.
Aquestes protestes haurien estat una mostra del suport popular real que tenia la facció de Deng Xiaoping, a qui Zhou Enlai havia rehabilitat i semblava afavorir com a successor. No obstant això, Mao Zedong depenia del suport dels quals anys després serien coneguts despectivament com la Banda dels Quatre, la facció liderada per la seva dona Jiang Qing i enfrontada a Deng Xiaoping, a qui ja havien aconseguit apartar del poder durant la Revolució Cultural. La Banda dels Quatre, no obstant això, despertava moltíssims recels entre els alts comandaments de l'Exèrcit, i aquestes rivalitats portarien a Mao a designar a un membre del Partit poc conegut, Hua Guofeng, com el seu successor. Precisament després de l'incident del 5 d'abril, Hua va ser nomenat primer ministre i vicepresident del Partit, i el 8 d'abril, els líders del Partit organitzaven a la Plaça de Tian'anmen una manifestació de suport a Mao i a Hua, com a resposta a la protesta anterior dels partidaris de Zhou Enlai i Deng Xiaoping.
Mao estava ja molt malalt quan va nomenar successor a Hua Guofeng, a qui va deixar un missatge per escrit, en el qual li instava a exercir el treball amb calma i segons els principis establerts en els anys precedents. El missatge manuscrit de Mao afegia una tercera frase: "Amb tu al comandament, em quedo tranquil". Aquesta frase seria la clau de la legitimitat de l'ascens al poder d'Hua Guofeng. Davant la impotència de la Banda dels Quatre, Hua es veia avalat com a successor de Mao Zedong.
Després de la mort de Mao el 9 de setembre, l'absència de mecanismes formals per a la successió obria una lluita pel poder entre Hua Guofeng i la Banda dels Quatre. Hua sabia que Jiang Qing i la resta dels Quatre volien relegar-ho i prendre el poder. Per a això, comptaven amb el control dels mitjans de comunicació. No obstant això, Hua sabia que l'Exèrcit i amplis sectors del Partit i la societat desconfiaven de Jiang i dels seus tres col·laboradors, i va llançar l'atac per consolidar el seu poder. En la mitjanit del 6 d'octubre de 1976, els Quatre van ser convocats a una reunió a la seu del Buró Polític del Partit. La reunió era en realitat un parany per detenir-los. Wang Hongwen es va resistir i en el forcejament va matar a dos guàrdies de seguretat, però finalment va ser reduït. Després de Wang, van arribar Zhang Chunqiao i Yao Wenyuan, que van ser detinguts immediatament. Jiang Qing, per la seva banda, va ser arrestada en el seu propi dormitori. D'aquesta manera, el 6 d'octubre de 1976, amb els Quatre empresonats, Hua Guofeng consolidava el seu poder.
No obstant això, la situació d'Hua era bastant precària. La seva legitimitat es basava en la seva condició de successor de Mao, però est havia recuperat el poder durant la Revolució Cultural gràcies al suport de, d'una banda, Lin Biao i, per una altra, la facció de Jiang Qing. Amb Lin Biao mort i Jiang Qing a la presó, els enemics de Liu Shaoqi i Deng Xiaoping estaven ja fora de la lluita pel poder. Liu Shaoqi havia mort ja, però Deng Xiaoping preparava la seva tornada al poder.
L'escàs carisma d'Hua Guofeng i la manera circumstancial en què havia aconseguit el poder van fer impossible que aquest pogués mantenir la seva posició enfront de l'assetjament dels partidaris de Deng Xiaoping, majoritaris en el partit i que incloïen a molts líders regionals, com Zhao Ziyang, líder del partit en Sichuan.
Els èxits derivats de les reformes econòmiques a les províncies dirigides pels partidaris de Deng Xiaoping van donar a aquests el prestigi necessari per inclinar la balança al seu favor. Hua es veia obligat a acceptar la rehabilitació de Deng Xiaoping en la cúpula de poder del Partit i de l'Exèrcit. Durant la celebració de la III Sessió Plenària del XI Comitè Central del Partit Comunista en 1978, Deng Xiaoping reforçava la seva base de poder i, dos anys més tard, durant la V Sessió Plenària, s'erigia ja com a nou líder màxim del país.

## L'era de Deng Xiaoping (1978-1989)

### Invalidant la Revolució Cultural

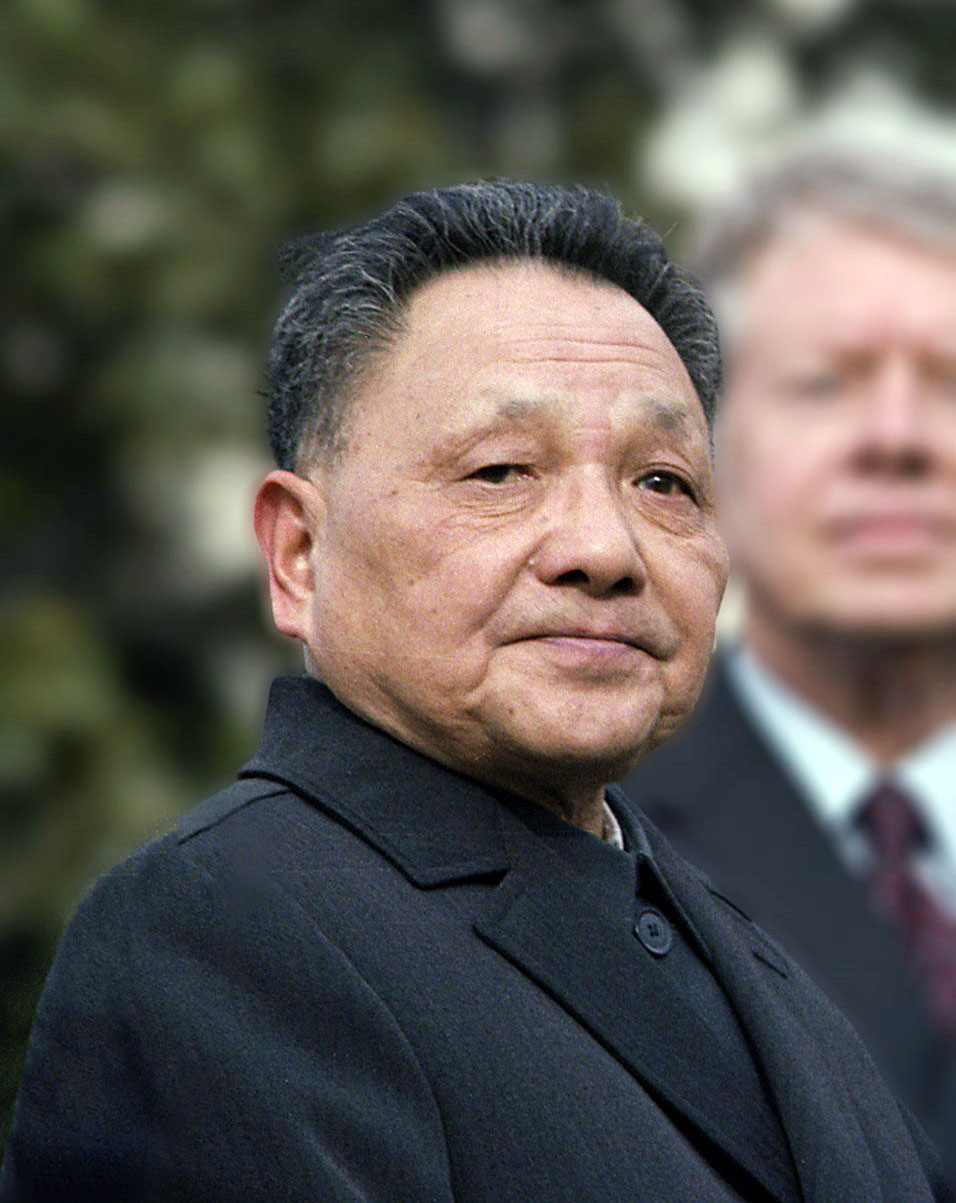
Deng Xiaoping

Després que la Revolució Cultural va acabar en 1976, Deng Xiaoping va proposar per primera vegada la idea de "Boluan Fanzheng" al setembre de 1977. Deng va dirigir aquest influent programa intentant corregir els errors de la Revolució Cultural.
Al desembre de 1978, amb el suport de Ye Jianying i altres alts funcionaris, Deng eventualment va reemplaçar a Hua Guofeng i es va convertir en el líder suprem de la Xina durant la 3ra Sessió Plenària de l'11è Comitè Central del PCX. La gradual pujada al poder de Deng Xiaoping es completaria durant la IV Sessió Plenària del XI Comitè Central del Partit, celebrada entre el 27 i el 29 de juny de 1981. En aquesta reunió, Hua Guofeng, que havia dimitit com a primer ministre un any abans, renunciava als dos càrrecs que encara ocupava, el de president del Partit, que passava a Hu Yaobang, i el de president de la Comissió Militar Central, únic càrrec de poder que assumia formalment el propi Deng Xiaoping. Durant aquest Congrés, es va publicar a més un document titulat "Resolució sobre diverses qüestions en la història del nostre Partit des de la fundació de la República Popular", en el qual s'emetia una valoració oficial sobre la Revolució Cultural i sobre la figura de Mao. En aquest document es culpava a Lin Biao i a la Banda dels Quatre de la Revolució Cultural, de la qual es deia que "[…] va portar al caos nacional i va resultar una catàstrofe per al Partit, l'Estat i el conjunt del poble". El document atribuïa "errors greus" a Mao, però considerava que els seus mèrits com a líder revolucionari havien estat molt per sobre dels seus errors. Així, en 1981 la República Popular de la Xina deixava enrere una època de lluites i divisions internes i aconseguia l'estabilitat política sota els nous líders del país. Deng Xiaoping, Hu Yaobang i el primer ministre Zhao Ziyang havien d'enfrontar-se al repte ineludible de la reforma econòmica.
Com a conseqüència de la Revolució Cultural, la seguretat pública va empitjorar després de 1976 i, com a resultat, Deng va llançar una campanya antidelinqüència en 1983.

### Reforma econòmica xinesa
El Pla Decanal que havia anunciat Hua Guofeng en 1978 s'havia revelat inviable, en apostar per un creixement desmesurat de la indústria pesant sense escometre el progrés tecnològic o l'entrada de capital extern necessari per a un desenvolupament d'aquest nivell. Els desequilibris en el model de desenvolupament es deixaven veure en la creixent inflació, que en 1980, segons estimacions no oficials, passava del 15%. La interrupció brusca del Pla Decanal, que havia de perllongar-se fins a 1986, va portar a la cancel·lació d'enormes projectes d'infraestructures que van afectar sobretot a les empreses japoneses i, en menor mesura, alemanyes i nord-americanes que havien aconseguit els contractes per a aquests projectes, entre els quals es trobaven refineries d'acer i plantes petroquímiques que no arribarien a finalitzar-se. El fracàs de tals projectes, que havien provocat una espiral de creixement del dèficit de l'Estat i de la inflació, va portar a una revaluació de l'estratègia de modernització.
Abandonant les idees econòmiques d'inspiració soviètica, els nous líders del país van dur a terme les reformes dels sectors agrícola i industrial. En el primer d'aquests, es va implantar l'anomenat "sistema de responsabilitat", pel qual els camperols havien de comprometre's amb les seves cooperatives a aconseguir una quota de producció. La producció a l'excés de la quota quedava a la disposició dels camperols, que podien vendre-la al mercat lliure. Aquest nou sistema va portar a un creixement notable de la producció agrícola en la dècada dels anys 1980, i va augmentar els nivells de renda de la població rural. En l'àmbit de la política industrial, l'Estat va paralitzar els grans projectes de la indústria pesant i va encoratjar el desenvolupament de la petita indústria. Amb la introducció del "sistema de responsabilitat industrial", les empreses estatals adquirien la possibilitat d'administrar els seus propis guanys. Com en el sistema anàleg en l'àmbit agrícola, les empreses es comprometien a aportar a l'Estat una quota, quedant-se amb la resta dels beneficis que hi hagués, que podien reinvertir en el propi desenvolupament de l'empresa. Aquest sistema de quotes es transformaria l'1 de juny de 1983 en un sistema de "impost sobre la renda", que trencava amb la tradició del comunisme xinès, i consolidava les reformes econòmiques. El nou model de desenvolupament, en el qual tenia prioritat la indústria lleugera, seguia en gran manera les pautes que anys abans havien marcat el creixement econòmic de Taiwan, Hong Kong i Corea del Sud.

D'altra banda, el 31 de gener de 1979, es va fundar la Zona Industrial Shekou de Shenzhen, convertint-se a la primera àrea experimental a la Xina a "obrir-se". Sota el lideratge de Yuan Geng, el "model Shekou" de desenvolupament es va formar gradualment, plasmat en el seu famós eslògan "El temps és diners, l'eficiència és vida (时间就是金钱, 效率就是生命)", que després es va estendre àmpliament a altres parts de la Xina. Al gener de 1984, Deng Xiaoping va realitzar la seva primera gira d'inspecció a Shenzhen i Zhuhai, lloant la "Velocitat de Shenzhen" del desenvolupament, així com l'èxit de les zones econòmiques especials. Al maig de 1984, la Xina va obrir altres 14 ciutats costaneres a la inversió estrangera, incloses Shanghai, Guangzhou i Tianjin.

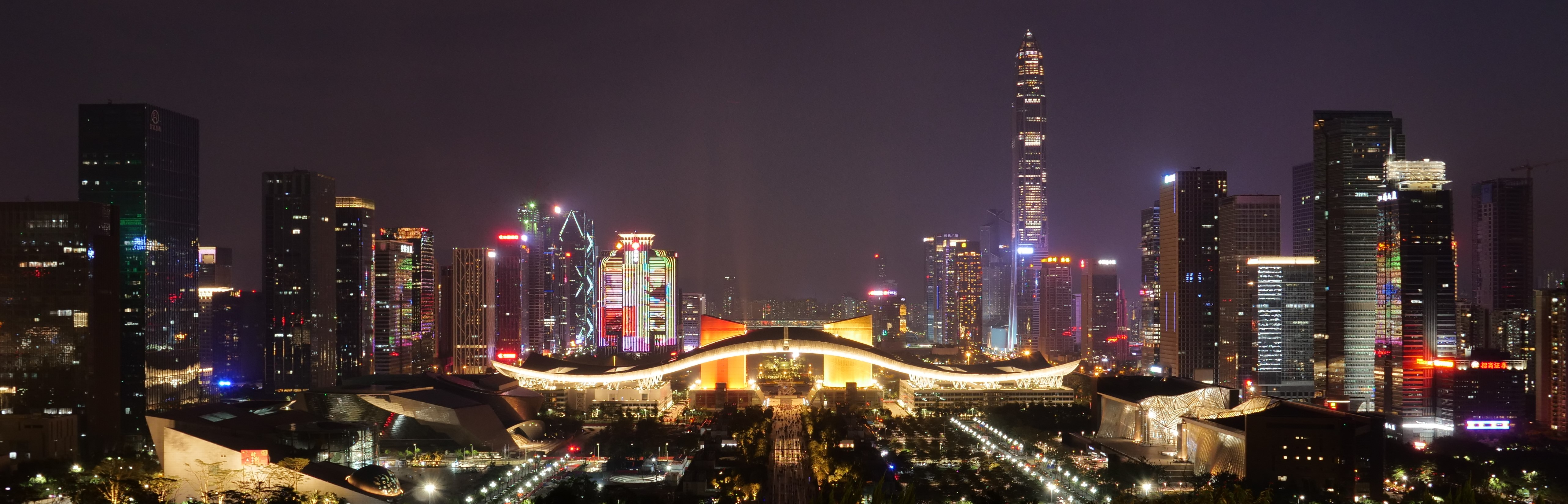
Shenzhen, una de les primeres zones econòmiques especials de la Xina, sovint es diu el "Silicon Valley de la Xina". Companyies d'alta tecnologia notables com Huawei i ZTE van ser fundades en Shenzhen en la dècada de 1980.

Malgrat l'èxit d'aquestes reformes, el ritme de creixement de l'economia xinesa es veia amenaçat pel fort augment de la població. Mentre que en l'època maoista s'havia promogut la natalitat, en aquesta època el ràpid creixement de la població xinesa va començar a veure's com un problema, que posava en risc els assoliments de l'augment de la producció agrícola. En 1982, es va dur a terme un cens per explicar a la població. El cens anterior, de 1964, havia llançat una xifra de 694,6 milions d'habitants, i el cens de 1981 confirmava els temors de molts especialistes; Xina depassava ja els mil milions d'habitants. La xifra oficial d'1.008.175.288 habitants en la Xina continental (1.031.882.511 en l'estimació que incloïa a Hong Kong, Macau i Taiwan) va instar al Govern xinès a introduir la política del fill únic, que prohibia a les parelles, sota pena de sancions econòmiques i administratives, tenir més d'un fill, amb certes excepcions per al mitjà rural (on es permetia un segon fill si el primer era una nena) i per a les minories ètniques (a les quals no s'aplicava la llei). En 1985, es va establir la Base Gran Muralla, la primera estació d'investigació xinesa en l'Antàrtida. En 1986, Deng Xiaoping va aprovar la proposta de quatre científics xinesos capdavanters i va llançar el "Programa 863".

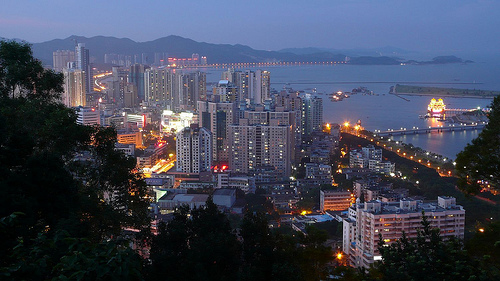
Zhuhai, una de les primeres zones econòmiques especials de la Xina.

Així, sota la bandera de les "Quatre Modernitzacions" preconitzades per Zhou Enlai, i assumides per Deng Xiaoping com a eix central dels objectius de desenvolupament, la República Popular de la Xina en la dècada dels anys 80 aconseguia unes altes cotes de creixement econòmic i estabilitat política, mentre frenava el creixement vertiginós de la seva població i avançava cap a la recuperació de la seva integritat territorial. Al costat d'aquests èxits, les reformes econòmiques havien anat acompanyades d'una major llibertat d'expressió i una major obertura a la influència exterior, com es veia en l'auge del cinema i la música popular d'Hong Kong i Taiwan, i en els profunds canvis en la manera de vida en una societat cada vegada més competitiva i desigual. En aquesta atmosfera de canvis, van començar a sorgir veus crítiques amb el sistema, que reclamaven més llibertats polítiques i d'expressió. Entre les veus més crítiques amb el sistema van destacar les de l'astrofísic Fang Lizhi, professor a la Universitat de Hefei que defensava la introducció de pluralisme polític i de llibertat d'expressió a l'estil dels països occidentals, i les dels escriptors Liu Binyan i Wang Ruowang, que van arribar a criticar obertament al Partit Comunista advertint del que van cridar fracàs del model socialista. A aquestes queixes dels intel·lectuals se sumarien les protestes estudiantils de desembre de 1986, quan en quinze ciutats xineses es van produir manifestacions massives d'estudiants que reclamaven reformes polítiques. Aquesta onada de protestes es va cobrar una víctima política principal: el secretari general del Partit Hu Yaobang, un dels homes forts del règim, era forçat a dimitir al gener de 1987, acusat de simpatitzar amb les protestes i de no haver fet gens per evitar-les. Hu es veia obligat a fer una declaració d'autocrítica i era apartat del poder. La sortida d'Hu Yaobang deixava el càrrec de secretari general del Partit en mans de Zhao Ziyang, l'altre home fort del règim al costat de Deng Xiaoping, que fins llavors havia estat primer ministre, lloc al que accedia Li Peng, fill adoptiu de Zhou Enlai i considerat part de la facció més conservadora del Partit. Malgrat aquests canvis, i d'un increment de la censura informativa amb la finalitat de fer callar les protestes, el clima de descontent, en un moment de crisi dels règims socialistes d'Europa de l'Est, seguia en augment, i desembocaria en un dels moments més crítics de la història del règim comunista: les protestes de la Plaça de Tian'anmen de 1989.

### Reformes polítiques

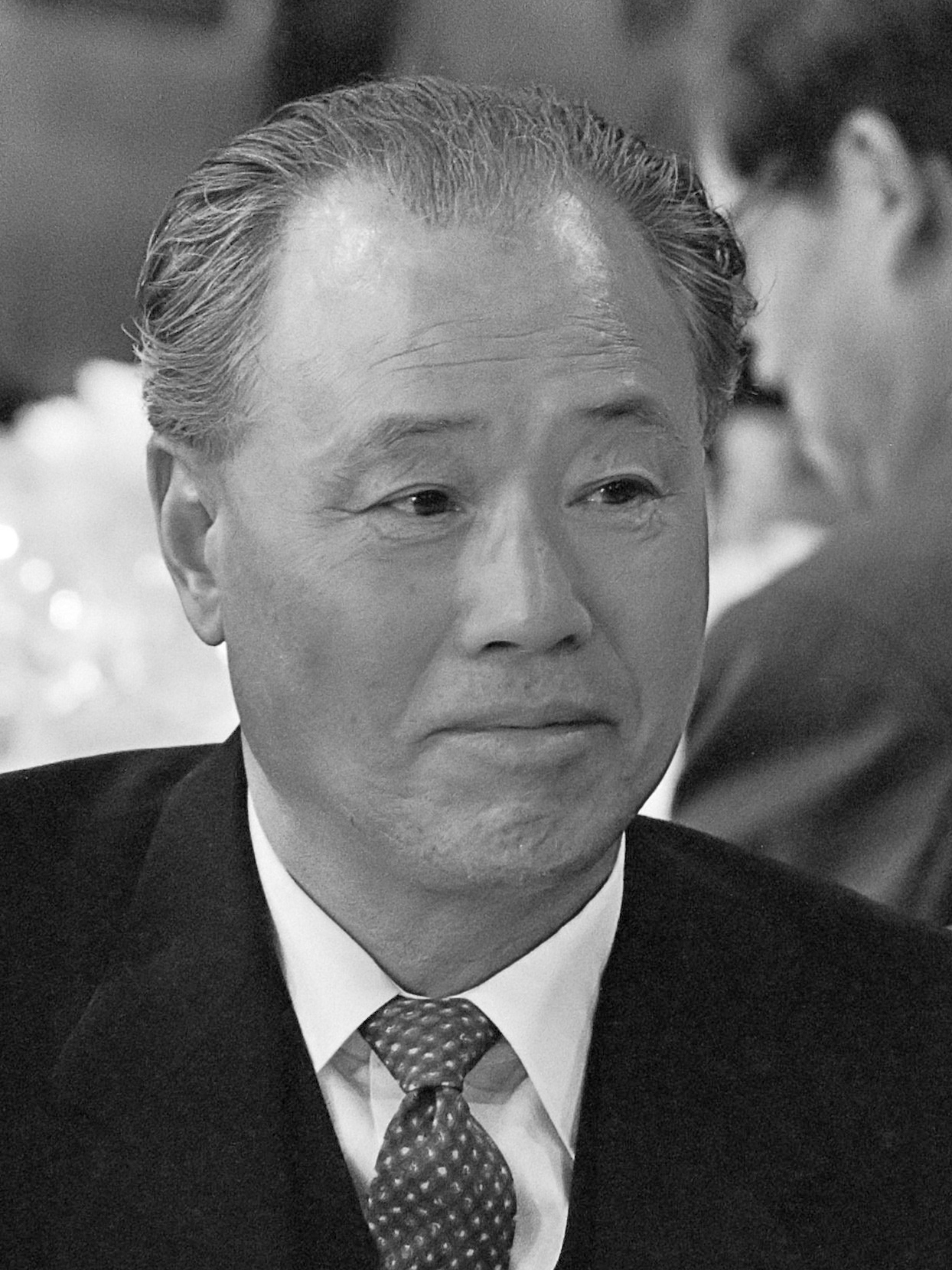
Deng va assignar a Zhao Ziyang, un destacat reformista, per fer-se càrrec de les reformes polítiques des de 1986. No obstant això, es va veure obligat a abandonar el seu lloc com Secretari General del PCX després de les protestes de la Plaça de Tiananmen de 1989.

El 18 d'agost de 1980, Deng Xiaoping va pronunciar un discurs titulat "Sobre la reforma del partit i el sistema de lideratge estatal (党和国家领导制度改革)" en una reunió ampliada del Buró Polític del Comitè Central del PCX a Pequín, llançant el reformes polítiques a la Xina. Va demanar la fi de la burocràcia, la centralització del poder i el patriarcat; Al mateix temps, va proposar límits de mandat a les posicions de lideratge a la Xina i va advocar pel "centralisme democràtic" i el "lideratge col·lectiu". A més, Deng va proposar al Congrés Nacional del Poble una revisió sistemàtica de la Constitució de la Xina (la Constitució de 1978), i va emfatitzar que la Constitució ha de ser capaç de protegir els drets civils dels ciutadans xinesos i ha de reflectir el principi de separació de poders; També va advocar per "un home, un vot" entre els líders per evitar la dictadura del Secretari General del PCX. Al desembre de 1982, el V Congrés Nacional del Poble va aprovar la quarta Constitució de la Xina, coneguda com la "Constitució de 1982", que encarna el constitucionalisme a l'estil xinès i la major part del seu contingut segueix vigent a partir d'avui.
En la primera meitat de 1986, Deng va demanar reiteradament la reactivació de les reformes polítiques, perquè el sistema polític original va obstaculitzar més reformes econòmiques i el país havia vist una tendència creixent de corrupció i desigualtat econòmica. El setembre del 1986 es va establir una unitat d'investigació de cinc homes per a les reformes polítiques de la Xina; els membres van incloure a Zhao Ziyang, Hu Qili, Tian Jiyun, Bo Yibo i Peng Chong. La intenció de Deng d'emprendre reformes polítiques era augmentar l'eficiència administrativa, separar encara més les responsabilitats entre el Partit Comunista i el Govern, i eliminar els desavantatges de la burocràcia. Encara que també va esmentar l'imperi de la llei i la democràcia, Deng va delimitar les reformes dins del sistema de "unipartidisme" i es va oposar a la implementació del constitucionalisme d'estil occidental. A l'octubre de 1987, en el 13º Congrés Nacional del PCX presidit per Deng, Zhao Ziyang va donar un informe redactat per Bao Tong sobre les reformes polítiques. En el seu discurs titulat "Avançar en el camí del socialisme amb característiques xineses (沿着有中国特色的社会主义道路前进)", Zhao va argumentar que el socialisme a la Xina encara estava en la seva etapa primària i, prenent el discurs de Deng en 1980 com a pautes, va descriure molts passos detallats que han de prendre's per a les reformes polítiques, inclosa la promoció de l'imperi de la llei i la separació de poders, la imposició de la descentralització i la millora del sistema electoral. En aquest Congrés, Zhao va ser triat com Secretari General del PCX.
No obstant això, després de les protestes de la Plaça de Tian'anmen de 1989, molts reformistes destacats, inclosos Zhao i Bao, van ser destituïts dels seus llocs, i la majoria de les reformes polítiques (després de 1986) planificades van acabar dràsticament. D'altra banda, moltes polítiques a causa de les reformes polítiques llançades per Deng a principis de la dècada de 1980 van seguir sent efectives després de 1989 (com la nova Constitució, els límits de mandat i el centralisme democràtic), encara que algunes d'elles han estat revocades per Xi Jinping després de 2012.

### Agitació política

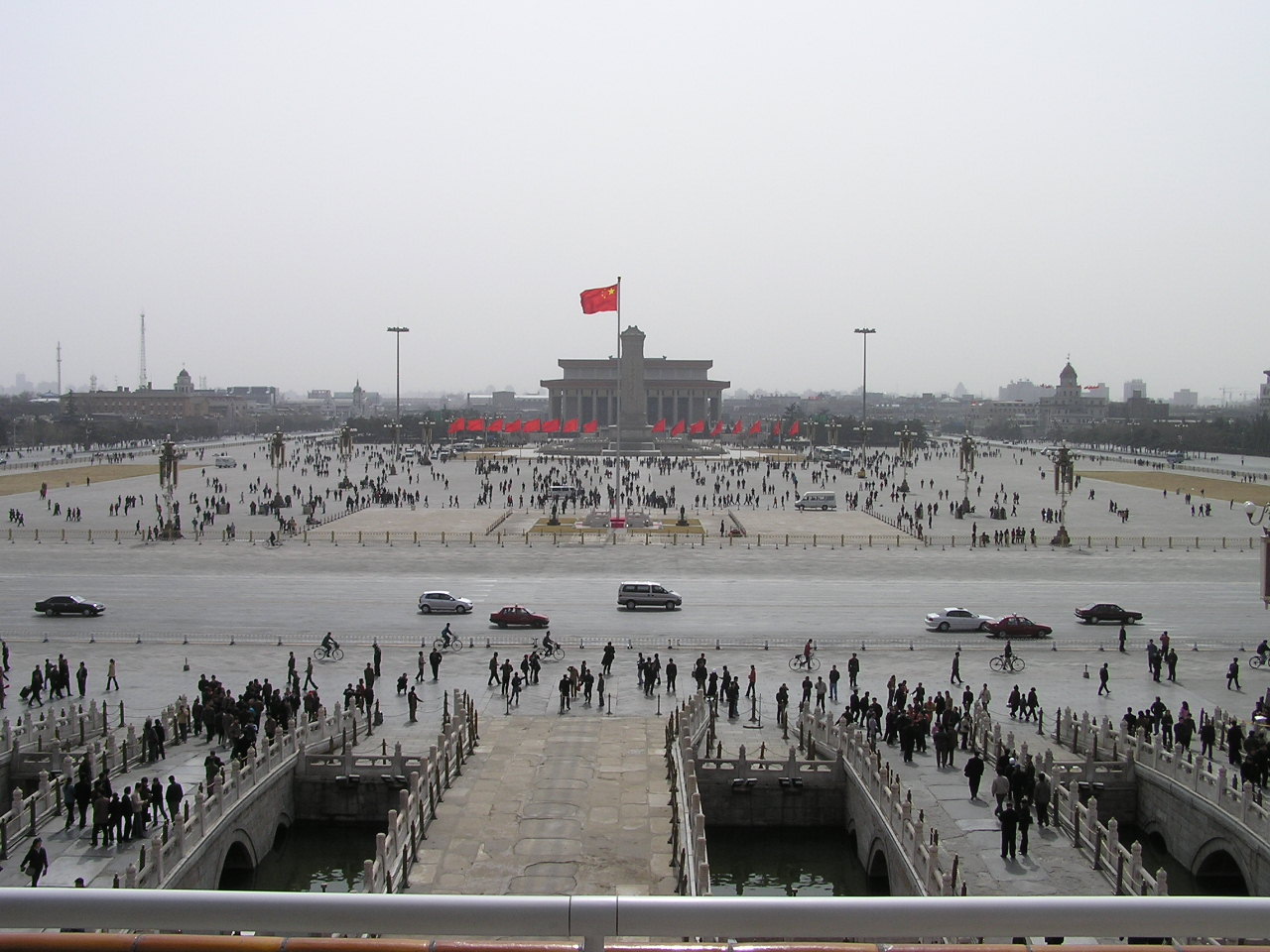
La plaça de Tian'anmen, centre de les protestes.

En 1983, es va llançar la "Campanya contra la contaminació espiritual". Una demostració massiva d'estudiants va tenir lloc en 1986 (八六学潮). En el primer semestre de 1987, es va dur a terme la "campanya contra la liberalització burgesa".
La tensió creixent en la vida pública xinesa aconseguiria el seu nivell màxim en 1989. Mentre s'estenien les opinions crítiques amb el sistema, l'economia, àdhuc mantenint el seu creixement, donava mostres de reescalfament amb una taxa d'inflació cada vegada més alta i l'entrada en crisi de nombroses empreses estatals. A aquestes circumstàncies socials i econòmiques ha d'afegir-se el simbolisme de l'any 1989, any de la serp al calendari xinès, i en el qual coincidien diverses efemèrides importants, en complir-se el 40º aniversari de la proclamació de la República Popular i el 70º aniversari del Moviment del Quatre de Maig, així com el bicentenario de la Revolució francesa. Al·ludint a aquestes efemèrides, el més famós dissident polític del moment, l'astrofísic Fang Lizhi, va enviar una carta a Deng Xiaoping signada conjuntament amb altres 90 intel·lectuals en la qual reclamava l'alliberament de dissidents polítics, en particular de Wei Jingsheng, a la presó des de feia deu anys per la seva defensa de la democràcia com a "cinquena modernització".
Encara que Deng Xiaoping va rebutjar tals peticions, la situació internacional en la qual les polítiques de glàsnost i perestroika de la Unió Soviètica estaven transformant els règims d'Europa de l'Est, amenaçava amb estendre's a la Xina, on cada vegada eren més habituals les crítiques públiques als dirigents. Tot semblava indicar que es podien reproduir les protestes estudiantils de desembre de 1986 i, en efecte, així va ser.
El detonant de les noves protestes, que serien molt més intenses i multitudinàries que les de 1986, va ser la mort d'Hu Yaobang, l'antic secretari general del Partit, desallotjat del poder en 1987 precisament pels seus intents de diàleg amb els manifestants. Hu moria a Pequín el 15 d'abril i varis milers de persones es van congregar l'endemà passat en la Plaça de Tian'anmen de la capital xinesa en homenatge a la seva memòria. Les manifestacions van anar augmentant en dies successius i durant el mes de maig es van estendre a moltes altres ciutats xineses. La publicació a finals d'abril d'una dura editorial en el Diari del Poble, l'òrgan del Partit Comunista, en el qual es qualificaven les protestes de "actes delictius", no va fer sinó augmentar el suport als actes de protesta. El fet que aquest editorial en el Diari del Poble es publiqués mentre el secretari general del Partit Zhao Ziyang es trobava en visita oficial a Corea del Nord sembla indicar que va ser obra del sector conservador del Partit, en un moment en el qual el propi Buró Polític es trobava sumit en una profunda divisió entre dues faccions. D'una banda, Zhao Ziyang estava disposat a tenir en compte les peticions dels manifestants, mentre que, d'altra banda, el primer ministre Li Peng defensava la necessitat d'atallar les protestes mitjançant la intervenció de la policia o, fins i tot, com ocorreria finalment, de l'Exèrcit. L'ancià capdavanter Deng Xiaoping sembla haver vacil·lat en el seu suport, però finalment acabaria recolzant al sector representat per Li Peng.
Les protestes a la Plaça van ser seguides amb atenció pels mitjans de comunicació de tot el món, en gran manera gràcies a l'enviament massiu de corresponsals a Pequín per cobrir la històrica visita del líder soviètic Mikhaïl Gorbatxov al maig de 1989. Aquesta visita suposava la reconciliació de les dues grans potències del bloc socialista. No obstant això, la presència dels manifestants a la plaça va obligar a cancel·lar els actes oficials en la mateixa, i Gorbatxov amb prou feines va poder sortir del seu hotel durant la seva visita oficial de tres dies de durada.
La humiliació que va suposar per al règim xinès no poder celebrar els actes programats durant la visita de Gorbatxov, mentre les televisions de tot el món retransmetien el que ja molts consideraven la caiguda del comunisme a la Xina, va despertar la ira de Deng Xiaoping i dels membres més veterans del Buró Polític, com Chen Yun, Peng Zhen i Yang Shangkun. El 17 de maig, en una reunió al més alt nivell, es va decidir la destitució immediata del secretari general Zhao Ziyang. El 19 de maig, mentre les protestes s'estenien per tota Xina, Deng va viatjar a Wuhan, on va presidir una reunió de la Comissió Militar Central. Algunes fonts (vegeu Hsü, 2000) afirmen que s'hauria arribat a elaborar un pla per traslladar la capital provisionalment a Wuhan en cas que el Govern arribés a perdre el control sobre Pequín.
Tranquil·litzat pel suport de l'Exèrcit després de la reunió de Wuhan, Deng Xiaoping va ordenar a Li Peng que declarés la llei marcial a Pequín el 20 de maig. Durant els dies següents, Deng Xiaoping, al costat de Li Peng i al president Yang Shangkun, va dirigir l'operació militar per acabar amb les protestes. Uns 300.000 soldats van ser desplaçats a Pequín, i van prendre posicions als afores de la ciutat.
Finalment, en la nit del 3 de juny, l'Exèrcit començava l'operació. Els tancs obstaculitzen a la ciutat i es dirigien cap a la Plaça. Els enfrontaments es van succeir durant les primeres hores de la matinada del 4 de juny. A les 6 del matí, l'operació es donava per finalitzada i l'Exèrcit procedia a retirar dels carrers els cossos de les víctimes mortals. Els cadàvers van ser traslladats al cementiri de Babaoshan, on van ser incinerats sense que es permetés cap registre ni comptabilització dels morts. No se sap quantes persones van perdre la vida en l'incident. Les estimacions varien des de 400 fins a més de 3.000, segons les fonts.
La repressió violenta de les manifestacions a Pequín va posar fi a l'onada de protestes al país i, durant els anys següents, condemnaria a l'ostracisme internacional al règim xinès, blanc de fortes crítiques de l'opinió pública internacional. En qualsevol cas, el règim havia evitat la destinació dels règims d'Europa de l'Est i, recuperada l'estabilitat política, el sector ideològica i econòmicament més conservador, representat per Li Peng i Chen Yun, va defensar una marxa enrere en les reformes econòmiques de tipus capitalista. No obstant això, Deng Xiaoping, encara que havia acabat recolzant al sector conservador, seguia creient en la necessitat de mantenir i, encara més, accelerar el ritme de reformes econòmiques. La seva desconfiança en els conservadors sembla haver estat la raó per la qual va triar com a nou secretari general del Partit i com a successor a un polític poc conegut, Jiang Zemin, l'alcalde de Shanghai que havia aconseguit un fort desenvolupament econòmic en aquesta ciutat durant l'última dècada, i que havia aconseguit mantenir l'ordre públic en Shanghai mentre se succeïen les protestes a Pequín i altres ciutats xineses.

### Modernització militar
A principis de 1979, Deng va començar una guerra d'un mes amb Vietnam. A més, la Xina va continuar recolzant als Khmers rojos durant el temps de Deng Xiaoping juntament amb els Estats Units, Tailàndia i diversos altres països per contrarestar la influència regional de la Unió Soviètica.
Al març de 1981, Deng Xiaoping va determinar que era necessari un exercici militar per l'Exèrcit Popular d'Alliberament (EPL). El setembre del 1981, va tenir lloc l'Exercici Militar del Nord de la Xina, convertint-se en l'exercici més gran realitzat per l'EPL des de la fundació de la República Popular. Més de 110.000 soldats van assistir a l'exercici militar, a més d'1.327 tancs i vehicles blindats, 1.541 canons, 475 avions i 10.606 camions de l'exèrcit.
En 1985, per modernitzar l'EPL i estalviar pressupost, Deng va retallar 1 milió de tropes de l'exèrcit (百万大裁军) i va ordenar una major modernització.

### Relacions exteriors

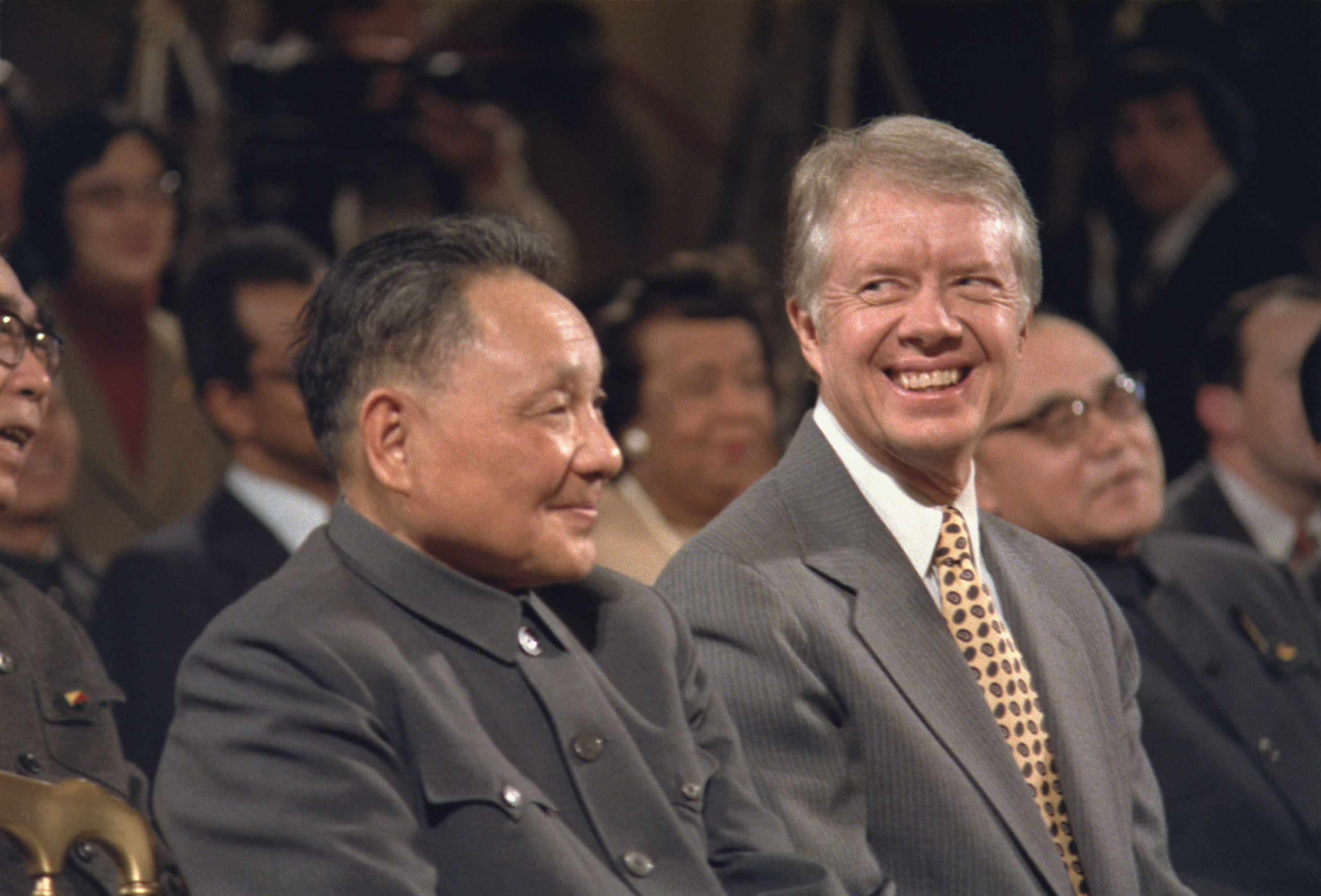
Deng Xiaoping, al costat del president estatunidenc Jimmy Carter, a Washington el 31 de gener de 1979, durant l'establiment de relacions diplomàtiques entre els Estats Units i la República Popular de la Xina.

L'1 de gener de 1979, la República Popular de la Xina va establir formalment les seves relacions diplomàtiques amb els Estats Units. Al gener de 1979, Deng Xiaoping va visitar els Estats Units, i va ser la primera visita oficial d'un líder suprem de la Xina als Estats Units. En el mateix any, el Comitè Olímpic Internacional va reconèixer al Comitè Olímpic Xinès per a la República Popular de la Xina. Sota el consell de Lee Kuan Yew, Deng Xiaoping va acordar obrir més el país i deixar d'exportar ideologies i revolucions comunistes a altres països com ho va fer Mao, i la decisió va millorar significativament les relacions entre Xina i molts països, especialment els de el Sud-est Asiàtic.
La nova estabilitat política va permetre a la Xina afrontar amb confiança la recuperació de la seva integritat territorial. Conscients que el període d'arrendament dels Nous Territoris de la colònia britànica d'Hong Kong vencia en 1997, Xina deixava clar al Regne Unit la seva intenció d'assumir el control sobre tota la colònia, incloses l'illa de Hong Kong i Kowloon, teòricament cedides a perpetuïtat a la corona britànica. La primera ministra britànica Margaret Thatcher va visitar Pequín en 1982, i el 26 de setembre de 1984, les dues parts aconseguien un acord. El Regne Unit acceptava retornar a la Xina la totalitat de la colònia, i el Govern de la República Popular es comprometia a respectar el sistema legal i econòmic del territori durant almenys 50 anys ("un país, dos sistemes"). Després de l'acord amb els britànics, la Xina va exigir a Portugal la devolució de Macau sota termes similars als definits per a Hong Kong. L'acord final entre les autoritats portugueses i el Govern xinès establia la data del 20 de desembre de 1999 per a la devolució definitiva de Macau.
En 1989, la relació entre la Xina i la Unió Soviètica va tornar a la normalitat per primera vegada des de la ruptura sinosoviètica en la dècada de 1950. Mikhaïl Gorbatxov, llavors Secretari General del Partit Comunista de la Unió Soviètica, va visitar Pequín i es va reunir amb Deng enmig de les protestes de la Plaça Tiananmen.
En els anys vuitanta i principis dels noranta, la República Popular de la Xina va continuar establint relacions diplomàtiques formals amb diversos països com Unió dels Emirats Àrabs (1984), Catar (1988), Aràbia Saudita (1990), Singapur (1990), Israel (1992) i Corea del Sud (1992).

### Desastres
| Any  | Desastre             | Ubicació                    | Nombre de morts | Descripcions                                                                                                 |
| ---- | -------------------- | --------------------------- | --------------- | --- |
| 1987 | Negre Drac de Foc    | Daxing'anling, Heilongjiang | >200            | El foc també es va estendre a la Unió Soviètica. Va ser un dels incendis forestals més grans de la història. |
| 1988 | Accident de Vol 4146 | Chongqing                   | 108             | Accident aeri (China Southwest Airlines).                                                                    |

### Controvèrsies
Després de la Revolució Cultural, Deng va començar el programa Boluan Fanzheng per corregir els errors maoistes, però algunes de les seves polítiques i opinions van ser controvertides. Deng va insistir a elogiar que Mao havia fet "7 bons i 3 dolents" per al poble xinès, mentre atribuïa nombrosos desastres en la Revolució Cultural a Lin Biao i la Banda dels Quatre. A més, va declarar i va imposar els "Quatre Principis Fonamentals" com els principis fonamentals de la Constitució de la República Popular de la Xina, amb la finalitat de mantenir l'estat de "unipartidisme" a la Xina per al Partit Comunista.
A més, el paper que va jugar Deng en la repressió de les protestes de la Plaça Tiananmen de 1989 va ser bastant controvertit. De fet, també va prendre mesures enèrgiques contra el moviment del Mur de la Democràcia i la Primavera de Pequín a principis de la dècada de 1980.

## Jiang Zemin i la tercera generació (1989-2002)

### Transició del poder i "inspecció del sud" de Deng

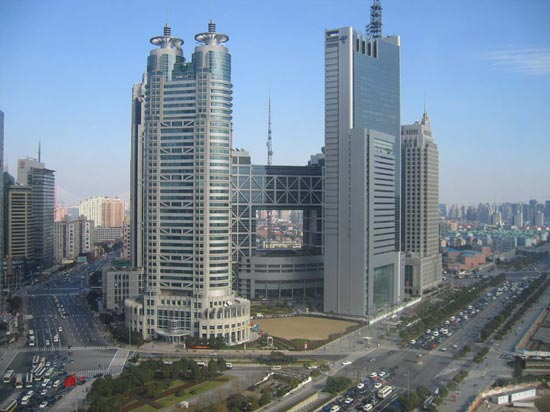
Borsa de Shanghai (des de 1990).

En els anys immediatament posteriors a 1989, la República Popular de la Xina va haver d'enfrontar-se a una situació d'aïllament internacional i d'incertesa política. Mentre sofria les sancions econòmiques ocasionades pel rebuig internacional a la intervenció armada a la Plaça de Tian'anmen, els líders veien amb inquietud la caiguda dels règims del bloc socialista a Europa. Al final de 1991, la pròpia Unió Soviètica es desintegrava en una multitud de nous Estats que abandonaven la ideologia del comunisme. Fins i tot la República Popular de Mongòlia, territori antany reivindicat com a xinès, abandonava el comunisme i es convertia en la República de Mongòlia.
Davant els esdeveniments que se succeïen al món, la prioritat per al Partit Comunista de la Xina era el manteniment de l'ordre i de l'estabilitat política. Mentre que alguns, encapçalats per Li Peng i Chen Yun, defensaven una paralització de les reformes econòmiques i una tornada a un major control de l'Estat sobre els mitjans de producció, Deng Xiaoping apostava per la continuació de les reformes econòmiques com a manera de recuperar el creixement econòmic i asseure les bases d'una societat xinesa pròspera sota una autoritat forta i estable.

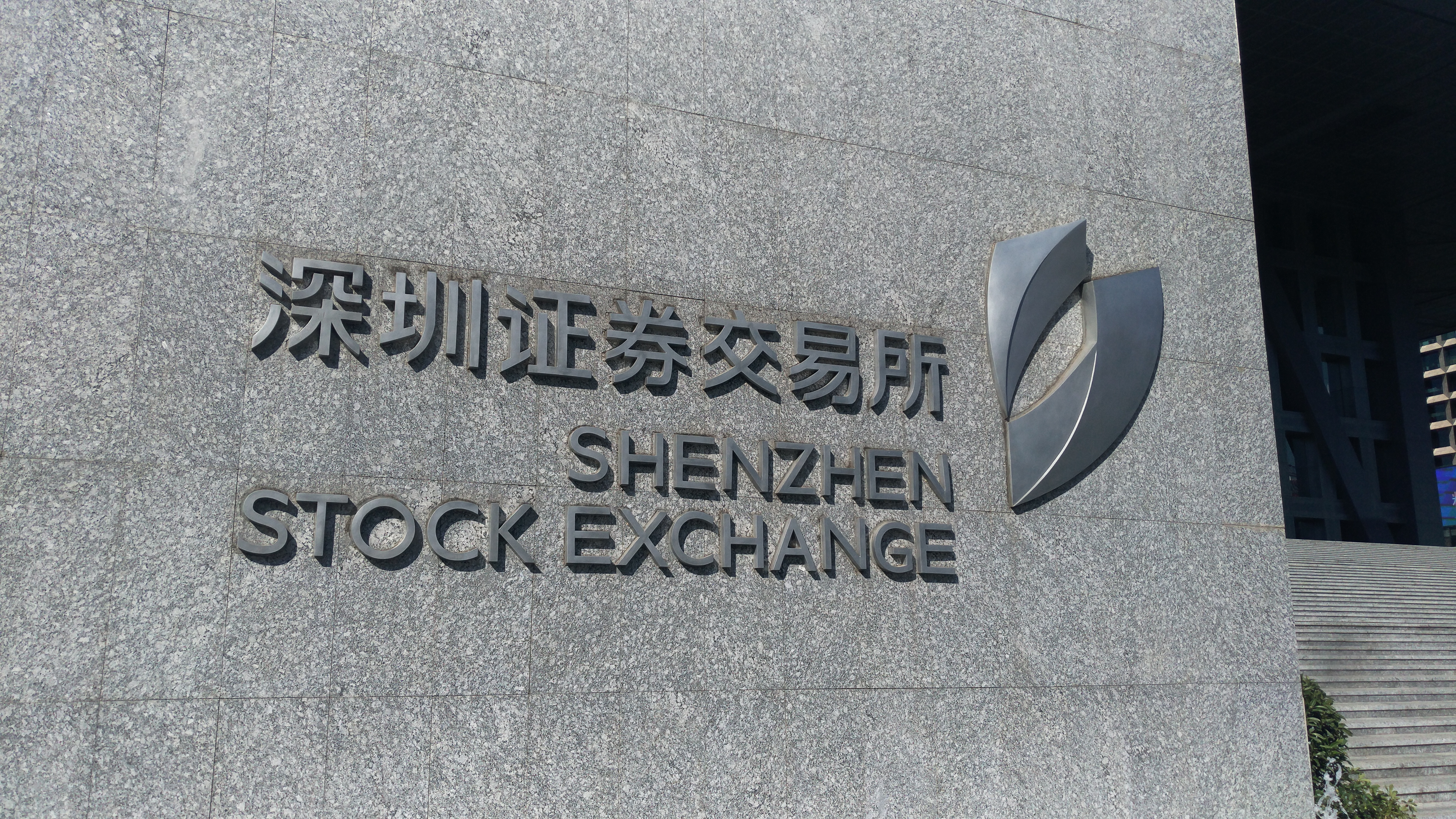
Borsa de Shenzhen (des de 1990).

La confirmació que les reformes econòmiques eren irreversibles es va produir al gener de 1992, durant la trucada "inspecció del sud de Deng Xiaoping". En una visita que inicialment va ser silenciada pels mateixos mitjans de comunicació xinesos, pel que sembla per la sorpresa que va provocar a molts capdavanteres del Partit, que discrepaven de les idees econòmiques de Deng, l'ancià capdavanter visitava les ciutats meridionals de Shenzhen i Cantó, en el delta del riu de les Perles. Aquesta era la zona que més s'havia beneficiat de l'obertura econòmica, i durant la seva visita, Deng va pronunciar discursos en els quals afirmava que el desenvolupament econòmic, dins del model del "socialisme amb característiques xineses", era la màxima prioritat del Govern. Les paraules de Deng deixaven clar que el procés de reformes i obertura econòmica havia de continuar i intensificar-se. Uns dies després, reiterava aquestes idees en Shanghai. El model de les zones econòmiques especials, amb règims fiscals diferents a la resta del país i en les quals s'afavoria la inversió estrangera, que s'havia aplicat en unes poques ciutats del sud, com Shenzhen, s'estenia a noves ciutats per tota la costa de la Xina, i a la zona de Pudong a Shanghai. Deng reconeixeria com un dels seus majors errors el no haver convertit a Shanghai en zona econòmica especial molts anys abans.

### Assumptes Interns

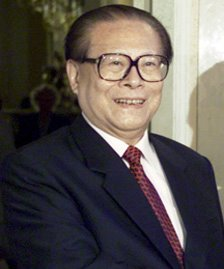
Jiang Zemin

A l'octubre d'aquest any, se celebrava el XIV Congrés Nacional del Partit Comunista de la Xina, en el qual el secretari general Jiang Zemin es va veure recolzat com a successor de Deng i va advocar per l'aprofundiment en les reformes econòmiques i per la construcció d'una "economia socialista de mercat". El fet que Xina apostés clarament per les reformes econòmiques d'estil capitalista i per l'obertura dels seus mercats a la inversió de capital estranger, mentre es començaven a relaxar les sancions econòmiques, va donar lloc a un increment espectacular en les inversions estrangeres i a un creixement econòmic sense precedents, especialment a les zones costaneres del sud-est. En 1992, el producte interior brut del país creixia un 12%, en 1993 un 14%, i en 1994 de nou un 12%. La gestió de l'economia estava des de 1992 sota la responsabilitat de Zhu Rongji, polític considerat part de la facció de Shanghai, com Jiang Zemin, i que anys més tard succeiria a Li Peng com a primer ministre. En 1993, Jiang assumia els càrrecs de president de la República Popular i de president de la Comissió Militar Central, amb el que consolidava el seu ascens en poder com a successor de Deng, el qual, ja molt ancià i amb dificultats per expressar-se, deixava així les regnes del país a la nova generació de capdavanters reformistes en detriment del sector conservador del Partit. A més, el projecte "Presa de les Tres Gorgues" va començar en 1994.
Després de la mort de Deng Xiaoping i la recuperació de la sobirania sobre Hong Kong, l'economia xinesa continuava el seu creixement vertiginós. Els dubtes que aquest creixement, amenaçat per problemes com la creixent taxa d'inflació i la falta de competitivitat de moltes empreses públiques, pogués mantenir-se, es van veure agreujades per la crisi financera asiàtica de 1997. Encara que la crisi va començar en el sud-est asiàtic, els seus efectes aviat van afectar Corea del Sud, a Taiwan i a Hong Kong i es van estendre els rumors sobre la inevitable depreciació de la moneda xinesa, el renminbi. No obstant això, en contra dels pronòstics de la premsa econòmica estrangera, la solidesa del creixement econòmic xinès, recolzat en les polítiques dissenyades per Zhu Rongji, va permetre a la Xina evitar la depreciació de la seva moneda i sortir molt enfortida de la crisi financera que va assolar a la resta d'Àsia Oriental.
En el plànol ideològic, Jiang Zemin va enunciar la seva teoria de la Triple Representativitat, segons la qual el Partit havia de representar a les "forces productives avançades", a la "cultura avançada de la Xina" i a "els interessos de la majoria del poble". La importància d'aquesta teoria, que ha estat promoguda com a part del patrimoni ideològic del Partit, al costat dels pensaments de Mao Zedong i de Deng Xiaoping, radica que, per primera vegada, el Partit Comunista abandona la idea de la lluita de classes, segons la qual representaria a la classe dels camperols i els treballadors, i pansa a representar simplement els interessos econòmics i de progrés del país. Aquesta és la interpretació més habitual i la justificació que el Partit Comunista, a partir de l'època de Jiang Zemin, hagi acceptat entre els seus membres a representants de la classe empresarial, com a molts homes de negocis d'Hong Kong que en l'actualitat ocupen càrrecs en el Partit. D'aquesta manera, en els últims anys del segle XX el sistema polític xinès completava una transició iniciada en l'època de Deng Xiaoping passant d'un model d'inspiració soviètica a un model d'autoritarisme polític combinat amb capitalisme econòmic similar al que es va aplicar en països asiàtics com Singapur o Malàisia.
En la dècada de 1990, el Projecte 211 i el Projecte 985 es van llançar per la educació superior a la Xina. En 2002, el Selecció de futbol de la Xina, dirigit per l'entrenador en cap Bora Milutinovi?, va ingressar al Torneig Final de la Copa Mundial de la FIFA per primera vegada en la història.

### Relacions Exteriors

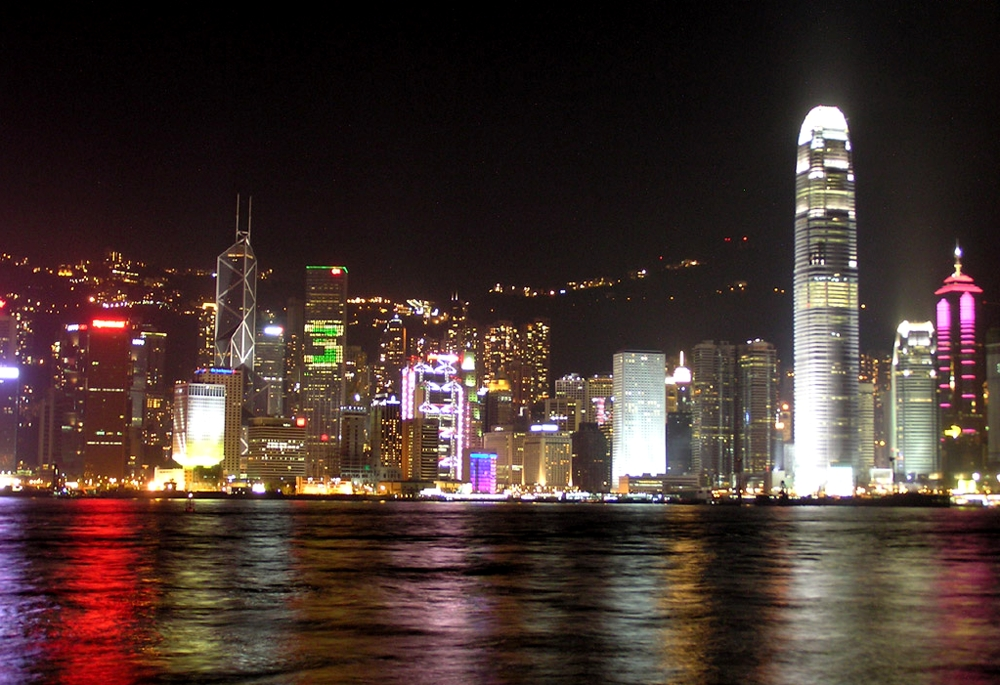
L'1 de juliol de 1997, Hong Kong es convertia en regió administrativa especial de la República Popular de la Xina.

Víctima de la malaltia de Parkinson i de la seva avançada edat, Deng Xiaoping moria a Pequín el 19 de febrer de 1997, amb prou feines uns mesos abans que es complís un dels seus grans somnis, la restauració de la sobirania xinesa sobre Hong Kong. L'1 de juliol de 1997, segons l'acordat molts anys abans per Deng Xiaoping amb Margaret Thatcher, la bandera britànica s'arriava definitivament a Hong Kong, que es convertia en regió administrativa especial de la República Popular de la Xina. Dos anys després, el 20 de desembre de 1999, Macau, després de més de quatre segles de presència portuguesa, passava a ser la segona regió administrativa especial.
Tant a Hong Kong com a Macau s'aplicaria el model d'administració conegut com "un país, dos sistemes", lema encunyat pel mateix Deng Xiaoping amb el qual es designava la convivència de dos sistemes econòmics diferents, el socialisme amb característiques xineses de la Xina continental i el capitalisme llegat pels europeus a Hong Kong i Macau. L'objectiu declarat d'aquest sistema era oferir-ho també a Taiwan com una opció atractiva per als ciutadans de l'illa per a la reunificació nacional. Malgrat els contactes durant la dècada de 1990, Taiwan, l'anomenada "província rebel", es mantenia sota la sobirania de la República de la Xina, en una separació política que durava ja cinquanta anys, i que ha continuat fins al dia d'avui.
El novembre de 1991, la Xina es va unir a la Cooperació Econòmica Àsia-Pacífic. En 2001, la Xina es va unir a l'Organització Mundial del Comerç (OMC). En el mateix any, es va establir l'Organització de Cooperació de Shanghai. A l'agost de 2002, a causa dels esforços del reconegut matemàtic Shiing-Shen Chern, es va celebrar a Pequín el quadrienal Congrés Internacional de Matemàtics, la primera vegada en un país en desenvolupament, amb Chern com a president honorari i Wenjun Wu com a president del congrés.

### Desastres
| Any  | Desastre                                  | Ubicació               | Nombre de morts | Descripcions                              |
| ---- | ----------------------------------------- | ---------------------- | --------------- | ----------------------------------------- |
| 1990 | Col·lisió aèria a l'Aeroport de Guangzhou | Guangdong              | 128             |                                           |
| 1992 | Accident de Vol 7552                      | Jiangsu                | 106-109         | Accident aeri (China General Aviation).   |
| 1992 | Accident de Vol 3943                      | Guangxi                | 141             | Accident aeri (China Southwest Airlines). |
| 1994 | Accident de Vol 2303                      | Shaanxi                | 160             | Accident aeri (China Northwest Airlines). |
| 1994 | Tifó Fred                                 | Zhejiang               | 1.426           | Conegut com el Tifó 9417 a la Xina        |
| 1996 | Tifó Herb                                 | Fujian                 | 779             | Conegut com el Tifó 9608 a la Xina        |
| 1997 | Crisi financera asiàtica                  | Àsia                   |                 |                                           |
| 1998 | Inundacions a la Xina                     | Iang-Tsé i altres rius | 3.000-4.150     |                                           |
| 2002 | Accident de Vol 6136                      | Liaoning               | 112             | Accident aeri (China Northern Airlines).  |

### Controvèrsies
En 1999, el govern xinès encapçalat per Jiang Zemin va decidir suprimir a Falun Gong i perseguir als practicants de Falun Gong.

## Hu Jintao i la quarta generació (2002-2012)

### Transició del poder

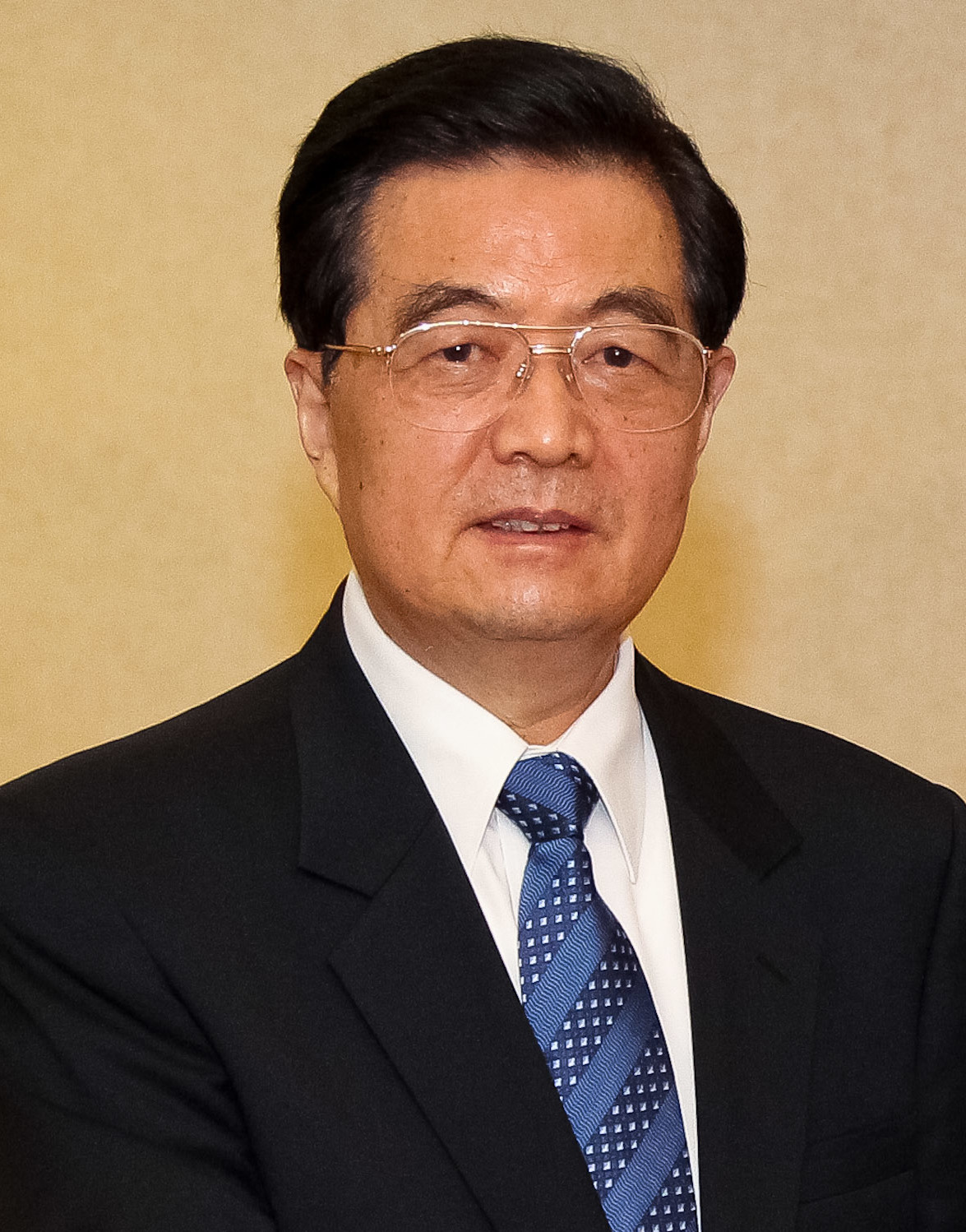
Hu Jintao.

A principi de el segle xxi, es va confirmar el relleu generacional en la cúpula de poder de la República Popular de la Xina. Entre els anys 2002 i 2004, Jiang Zemin va ser reemplaçat en tots els seus càrrecs pel seu successor Hu Jintao. Hu, igual que el primer ministre Wen Jiabao, pertany a la quarta generació de líders comunistes xinesos.

### Assumptes Interns
Durant el seu temps, Hu Jintao va proposar la seva ideologia de "Desenvolupament científic" i "Societat harmoniosa". Sota el seu lideratge, l'economia xinesa va continuar la seva expansió. El producte interior brut, excloent a Hong Kong i Macau, ha va depassar al de potències econòmiques com Itàlia, França, i el Regne Unit. Durant el mes de març de 2006, es va anunciar que les reserves de divises estrangeres de la República Popular, fins i tot descomptant a Hong Kong i Macau, s'havien convertit ja en les més grans del món per davant de les del Japó. A més, a la fi de 2002, el "Projecte de Transferència d'Aigua Sud-Nord" va començar a construir-se.
A l'abril de 2012 l'expulsió del conservador Bo Xilai, "un dels líders més influents i carismàtics de la Xina", del Politburó del Partit Comunista Xinès a causa de la presumpta implicació de la seva esposa en l'assassinat d'un home de negocis britànic (a qui suposadament va demanar ajuda per treure una gran summa de la Xina) provoca la "pitjor crisi política que ha viscut el país des de les protestes de la plaça de Tiananmén de 1989 ja que la seva caiguda "ha facilitat el camí als reformistes, que es disputen amb l'ala conservadora els seients en els màxims òrgans del poder que es renovaran al XVIII Congrés del PCX a la fi d'any".
Durant l'època d'Hu, va haver-hi una sèrie d'assoliments científics i acadèmics a la Xina. Alguns van ser resultats directes del "Programa 863" de l'època de Deng Xiaoping. En 2003, la Xina va enviar amb èxit a un astronauta, Yang Liwei, a l'espai a través de Shenzhou 5, convertint-se al tercer país del món a fer-ho de forma independent després dels Estats Units i la Unió Soviètica. En 2010, es va desplegar "Jiaolong", la investigació tripulada xinesa submergible en aigües profundes. En 2011-12, BeiDou-2, el sistema de navegació per satèl·lit xinès, va entrar en funcionament. En 2011, Tiangong-1, la primera estació espacial prototip de la Xina, va ser enviada amb èxit a l'espai. A l'octubre de 2012, Mo Yan es va convertir en el primer ciutadà xinès (Xina continental) a guanyar el Premi Nobel de Literatura. Al març de 2012, els resultats del "Experiment de Neutrinos de la Badia de Daya" en Shenzhen van rebre atenció internacional.

### Relacions Exteriors
En l'internacional, la posició de la Xina en la Guerra contra el terrorisme va apropar al país diplomàticament als Estats Units. A més, el país va organitzar esdeveniments com els Jocs Olímpics de Pequín 2008, els Jocs Asiàtics de 2010, i en 2011, la Universiada d'Estiu a Shenzhen. A més, en 2010, l'Exposició Universal va tenir lloc a Shanghai.

### Desastres
| Any       | Desastre                       | Ubicació     | Nombre de morts        | Descripcions                                                                                  |
| --------- | ------------------------------ | ------------ | ---------------------- | --------------------------------------------------------------------------------------------- |
| 2002-2004 | Epidèmia de SARS               | Nacional     | 349 (Xina continental) | El SARS va matar a 774 persones a tot el món, amb 349 a la Xina continental i 299 a Hong Kong |
| 2007-2008 | Crisi financera                | Global       |                        |                                                                                               |
| 2008      | Terratrèmol de Sichuan         | Sichuan      | 69.227                 |                                                                                               |
| 2009      | Explosió minera d'Heilongjiang | Heilongjiang | 108                    |                                                                                               |
| 2010      | Terratrèmol de Yushu           | Qinghai      | 2.698                  |                                                                                               |
| 2010      | Lliscament de terra de Gansu   | Gansu        | 1.557                  |                                                                                               |

### Controvèrsies
En l'època de Hu Jintao, el Partit Comunista de la Xina i el govern xinès van crear el "Partit dels 50 centaus", intentant "guiar" les opinions públiques en línia a favor del Partit Comunista i el govern xinès.
En aquesta generació, el guanyador del Premi Nobel de la Pau i activista de drets humans Liu Xiaobo, va ser arrestat i sentenciat a presó per 11 anys. Liu, juntament amb d'altres, va ser autor de la Carta 08 i va rebre el Premi Nobel de la Pau en 2010.

## Xi Jinping i la cinquena generació (des de 2012)

### Transició del poder

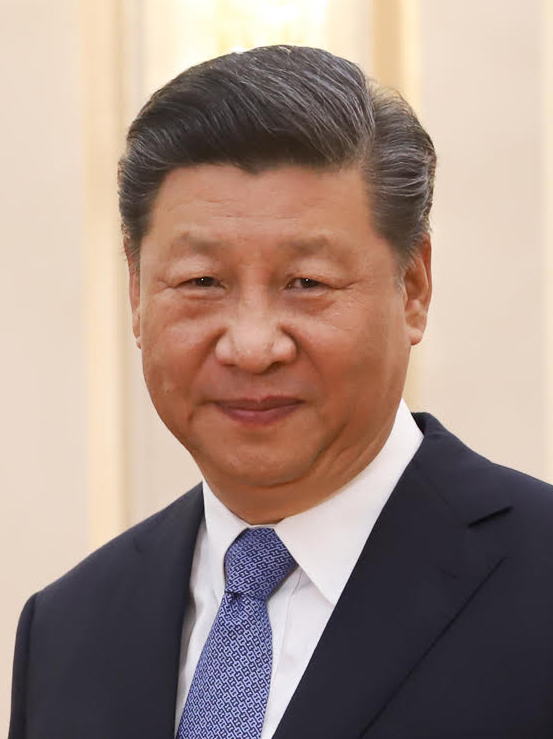
Xi Jinping

Xi Jinping es va convertir en el Secretari General del Partit Comunista Xinès i President de la Comissió Militar Central el 15 de novembre de 2012. I el 14 de març de 2013, es va convertir en el setè President de la República Popular de la Xina. Li Keqiang es va convertir en el primer ministre de la Xina al març de 2013.

### Assumptes Interns
Una campanya anticorrupció massiva a llarg termini s'ha dut a terme sota Xi des de 2012. No obstant això, molts dels funcionaris afectats eren els rivals polítics de Xi, inclosos Zhou Yongkang, Xu Caihou i Guo Boxiong.
Al març de 2018, el Congrés Nacional del Poble, controlat pel Partit Comunista, va aprovar un conjunt d'esmenes constitucionals que inclouen l'eliminació dels límits de mandat per al president i el vicepresident.
D'altra banda, en 2013, el rover Yutu es va desplegar amb èxit en la lluna després que el mòdul d'aterratge Chang'e 3 va aterrar en la lluna. En 2015, Tu Youyou es va convertir en el primer ciutadà xinès (Xina continental) a guanyar el Premi Nobel de Fisiologia o Medicina. Al desembre de 2015, es va llançar amb èxit Dark Matter Particle Explorer, el primer observatori espacial de la Xina. En 2016, es va llançar amb èxit el laboratori espacial Tiangong-2. En 2016, es va construir el "Telescopi esfèric de cinc-cents metres d'obertura (FAST)" a Guizhou.
En 2018, el pont Hong Kong – Zhuhai – Macau, el pont d'encreuament de mar més llarg del món, estava obert al públic.

### Relacions Exteriors
A mesura que Xi va continuar consolidant el poder a nivell nacional, va abandonar gradualment els principis diplomàtics ("amaga la teva força, espera el teu temps, mai prenguis la davantera") establerts per Deng Xiaoping i va aparèixer més com un "home fort" en l'escenari global. Xi va proposar la Iniciativa de la Franja i la Ruta, que va rebre l'atenció generalitzada del món (tant recepcions com a crítiques).
En 2014, es va celebrar en Beijing la 22a reunió anual de líders de APEC. En 2016, la Cim del G20 es va celebrar en Hangzhou. En 2017, la Novè Cim BRICS es va celebrar a Xiamen. Al 2017, després de la tensió a la regió per les proves realitzades per Corea del Nord, a l'octubre el Ministeri de Comerç xinès, va decretar el tancament de totes les companyies nord-coreanes al país.
En 2018, va començar la Guerra comercial entre la Xina i els Estats Units. Al maig de 2020, van esclatar "escaramusses entre Xina i Índia" al llarg de la frontera i van causar baixes.

### Desastres
| Any       | Desastre                         | Ubicació               | Nombre de morts | Descripcions |
| --------- | -------------------------------- | ---------------------- | --------------- | --- |
| 2013      | Terratrèmol de Ja'an             | Sichuan                | >200            | 7,0 Ms. |
| 2014      | Explosió de Kunshan              | Jiangsu                | 146             | |
| 2014      | Terratrèmol de Ludian            | Yunnan                 | 617             | 6,5 ML. |
| 2015      | Enfonsament de Dongfang zhi Xing | Hubei                  | 442             | L'1 de juny de 2015, un creuer pel riu anomenat "Dongfang zhi Xing" amb 454 persones a bord va bolcar a Jianli, Hubei.                                                                                     |
| 2015      | Explosions a Tianjin             | Tianjin                | 173             | |
| 2015      | Lliscament de terra a Shenzhen   | Guangdong              | 73              | |
| 2016      | Inundacions a la Xina            | Iang-Tsé i altres rius | 449             | |
| 2019      | Explosió de la planta química    | Jiangsu                | 78              | |
| 2019-2020 | Pandèmia de COVID-19             | Global                 | ~4600           | Al desembre de 2019, un nou coronavirus identificat més tard COVID-19 va esclatar en Wuhan, Hubei. L'11 de març de 2020, l'Organització Mundial de la Salut (OMS) va declarar a COVID-19 com una pandèmia. |

### Controvèrsies
Des de 2012, Xi va retirar diverses polítiques de l'època de Deng Xiaoping (Boluan Fanzheng) i va promoure el seu culte a la personalitat com ho va fer Mao Zedong, la qual cosa va provocar la preocupació d'una nova Revolució Cultural. D'altra banda, la manipulació de les dades econòmiques per part del govern xinès, com inflar les xifres del PIB al llarg dels anys, també és una preocupació important.
La violació dels drets humans s'ha agreujat. Al juliol de 2015, centenars d'advocats xinesos i activistes de drets humans en tot el país van ser detinguts o arrestats durant la repressió 709. Les protestes massives a Hong Kong, així com els Campaments de reeducació de Xinjiang, en els quals es deté a més d'un milió de uigurs i altres minories ètniques, van rebre gran atenció i cobertura dels mitjans de tot el món. La Llei de Seguretat Nacional d'Hong Kong, publicada el 30 de juny de 2020, va rebre una àmplia atenció i va generar una preocupació considerable a tot el món.
Després que Xi va arribar al poder, el Partit Comunista juntament amb el govern xinès han enfortit significativament la seva censura d'internet i han reforçat el seu control sobre l'entorn d'internet xinès, bloquejant l'accés a molts llocs web estrangers i aplicacions mòbils que utilitzen el "Gran Tallafocs". Al mateix temps, s'ha reclutat a un gran nombre de membres del "Partit dels 50 centaus" per "guiar" les narracions en línia a tot el món a favor del Partit i el Govern. El sistema de vigilància i el "Sistema de crèdit social xinès" monitorean a tota la població a la Xina.
En 2019-2020, el maneig del brot del nou coronavirus (causant de la malaltia anomenada COVID-19) a la Xina i la seva relació amb l'Organització Mundial de la Salut (OMS) van ser bastant controvertits. Hi ha hagut una gran quantitat de teories de conspiració i informació errònia relacionada amb COVID-19, inclòs l'origen del virus.